# Antártida Argentina
La Antártida Argentina (conocida también como Sector Antártico Argentino hasta 2017) es la denominación que en Argentina se aplica al sector de la Antártida comprendido entre los meridianos 74° O y 25° O, el paralelo 60° S y el polo sur. Esta zona se encuentra dentro del cuadrante americano y es reivindicada por la República Argentina, que la considera como una de sus regiones geográficas y como parte integral de su territorio. El reclamo territorial se encuentra congelado por el Tratado Antártico.
La Antártida Argentina se encuentra superpuesta parcialmente, entre el Polo Sur y la península Antártica (Tierra de San Martín en la cartografía oficial argentina), con el área oriental del sector reclamado por Chile (Territorio Chileno Antártico) y totalmente con el sector reclamado por Reino Unido (Territorio Antártico Británico). 
Administrativamente para Argentina el área forma parte de la provincia de Tierra del Fuego, Antártida e Islas del Atlántico Sur, integrando el departamento Antártida Argentina de dicha provincia. Desde el 27 de octubre de 2017 las islas Orcadas del Sur integran el departamento, siendo antes parte del departamento Islas del Atlántico Sur. El departamento Antártida Argentina no tiene asignada ninguna cabecera departamental.
Las reclamaciones antárticas argentinas están basadas en consideraciones históricas, geológicas, de presencia humana argentina continuada desde 1904, y de proximidad a la Argentina continental americana. El ejercicio de la soberanía argentina sobre la Antártida Argentina se efectiviza en todos los aspectos que no se encuentran limitados por la firma del Tratado Antártico en 1959. Dicho tratado destinó las actividades antárticas exclusivamente a fines pacíficos de los países firmantes y adherentes, congelando los litigios territoriales e impidiendo la realización de nuevas reclamaciones o la ampliación de las existentes mientras dure su vigencia. Cabe destacar que la Secretaría del Tratado Antártico tiene su sede en Buenos Aires.
La superficie estimada de la Antártida Argentina es de 1 461 597 km², de la cual 965 314 km² corresponden a tierra firme. La capa de hielo en la calota glaciar tiene un espesor de 2 km en promedio. Las temperaturas oscilan entre 0 °C en verano y -60 °C en invierno aunque en ciertos puntos puede descender a aproximadamente los -82 °C.
Se utiliza el horario UTC-3 al igual que en el país sudamericano.
Argentina cuenta con 7 bases antárticas permanentes y 6 bases de verano con un total de trece.

## Nombres

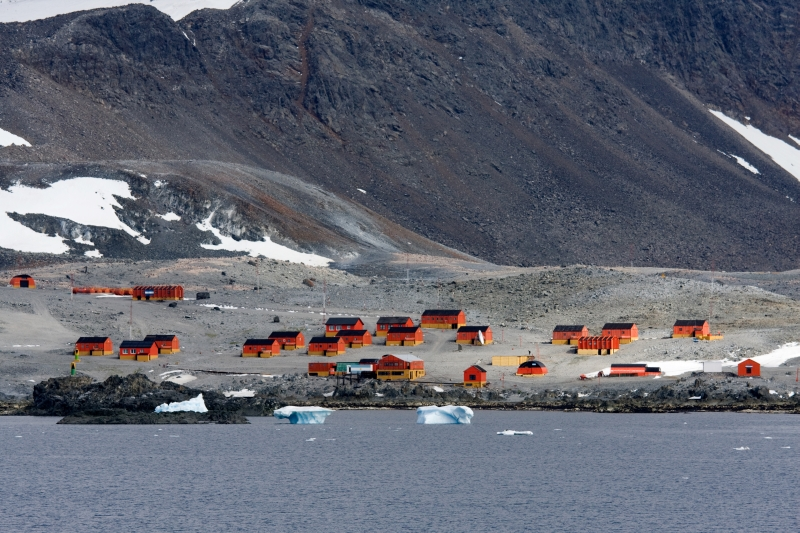
Base Esperanza en el año 2008, actualmente es acrecentada, como en general en toda la Antártida Argentina; las edificaciones, vehículos importantes, navíos oficiales etc. suelen estar pintados de color rojo-anaranjado para hacerles por contraste más visibles durante nevadas o en el prolongado (6 meses) invierno polar.

- Sector Antártico Argentino: corresponde al casquete geográfico derivado de la implementación de la teoría de los sectores polares que tiene vértice en el polo sur, entre los meridianos 25° O y 74° O y el paralelo 60° S. Es también el nombre dado en el decreto territorial que creó el departamento de la provincia de Tierra del Fuego, Antártida e Islas del Atlántico Sur que comprende todo el sector anterior excepto las islas Orcadas del Sur. El 27 de octubre de 2017 fue sancionada una ley, que además de crear el departamento Tolhuin, cambió el nombre del departamento Sector Antártico Argentino por el de departamento Antártida Argentina, ahora incluyendo a las islas Orcadas del Sur.[6]
- Antártida Argentina: nombre generalizado oficial y extraoficialmente para las dos acepciones de Sector Antártico Argentino. A partir del 27 de octubre de 2017 es el nuevo nombre del departamento.
- Argentártida: nombre aplicado en algunos textos.[7]

## Historia

### Terra Australis Incognita

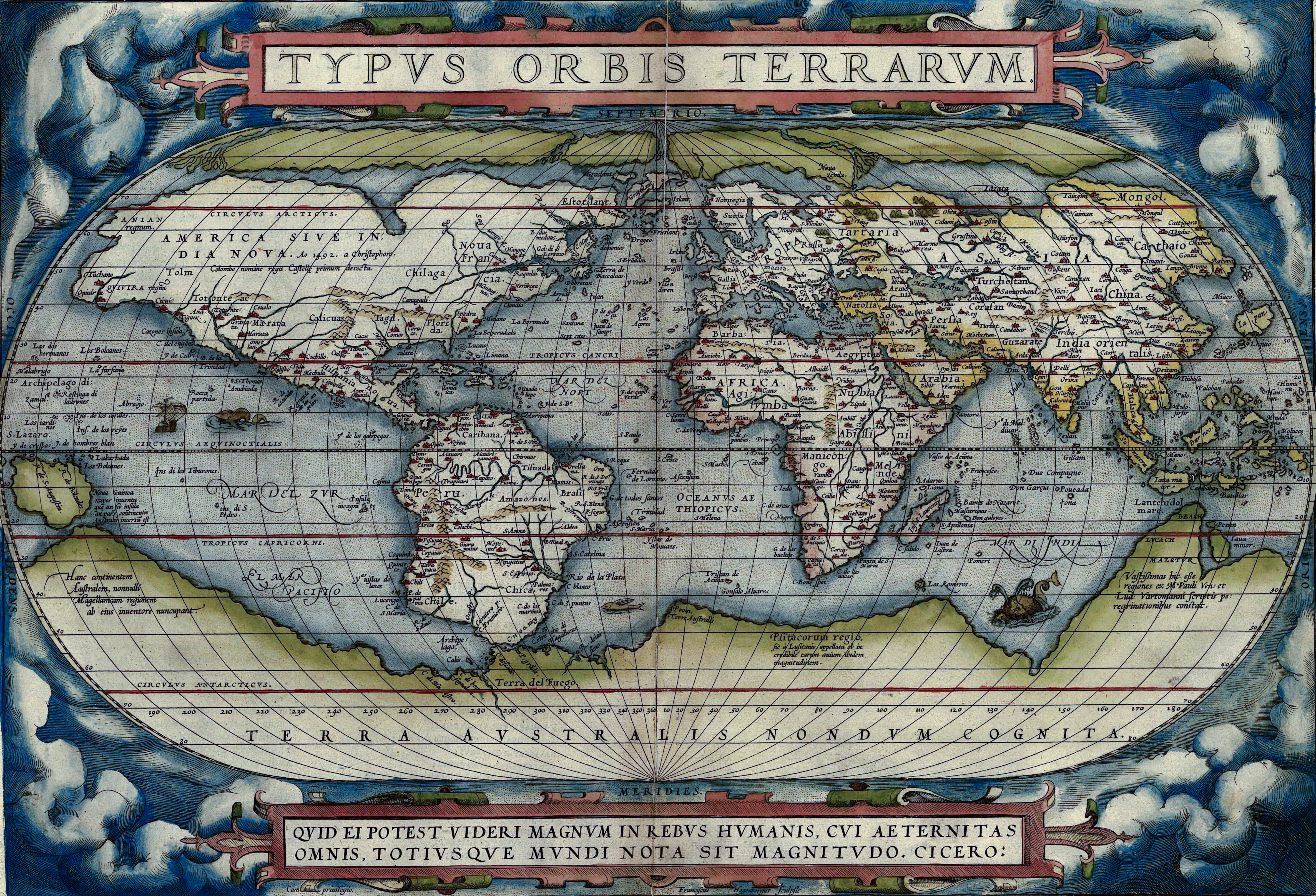
Mapamundi de Abraham Ortelius (1570), donde aparece la Terra Australis Incognita, este mapa como en el de Martin Waldseemüller es uno de los primeros que representa al «Nuevo Mundo» (América) separado de la Terra Australis por el estrecho de Magallanes, ya que se creía que Tierra del Fuego era parte de la misma.

El navegante español Gabriel de Castilla zarpó de Valparaíso en marzo de 1603 al mando de tres naves en una expedición encomendada por su primo hermano, el virrey del Perú Luis de Velasco y Castilla, para reprimir las incursiones de corsarios neerlandeses en los mares al sur. Al parecer esa expedición alcanzó los 64° de latitud sur. No se han hallado aún en archivos españoles documentos que confirmen la latitud alcanzada y si realizaron avistamientos de tierras, sin embargo, el relato del marinero neerlandés Laurenz Claesz (en un testimonio sin fecha, pero probablemente posterior a 1607), documenta la latitud y la época. Claesz declara que él: 

ha navegado bajo el Almirante don Gabriel de Castilla con tres barcos a lo largo de las costas de Chile hacia Valparaiso, i desde allí hacia el estrecho [de Magallanes], en el año de 1604; i estuvo en marzo en los 64 grados i allí tuvieron mucha nieve. En el siguiente mes de abril regresaron de nuevo a las costas de Chile.

Otro documento neerlandés publicado en Ámsterdam en tres idiomas en 1622 afirma que a los 64°S hay tierra «muy alta y montañosa, cubierta de nieve, como el país de Noruega, toda blanca, que parecía extenderse hasta las islas Salomón», lo que podría confirmar un avistamiento previo a la publicación. Las tierras avistadas serían las islas llamadas desde el siglo XIX con el nombre de Shetland del Sur. El documento neerlandés, tal cual se puede notar, aunque ya distinguía la separación entre Tierra del Fuego y la Antártida aún mantenía la creencia de que el continente hoy llamado Antártida incluía a Australia y zonas próximas a las ecuatoriales islas Salomón en las que se suponían grandes minas de oro. 
Otros historiadores atribuyen el primer avistaje de tierras antárticas al marino neerlandés Dirk Gerritsz, que habría avistado las islas Shetland del Sur. Según su relato, su nave fue desviada de curso por una tormenta después de trasponer el estrecho de Magallanes en el viaje de ida de una expedición neerlandesa a las Indias orientales en 1599. Existen dudas sobre la veracidad del relato de Gerritsz.
En los mapas de la época, la Antártida y Australia formaban parte de un inmenso continente conjetural llamado  Terra Australis Incognita, el primero en descubrir la existencia de un mar que separaba a América de la posible Terra Australis Incognita fue el español Francisco de Hoces motivo por el cual el tramo de mar por él recorrido es llamado mar de Hoces en España, aunque la denominación usada en Argentina para referirse al mismo, así como la más frecuente en la cartografía, es la de pasaje de Drake.
El 30 de abril de 1606 Pedro Fernández de Quirós tomó posesión de todas las tierras del sur hasta el Polo para la corona de España en la isla Espíritu Santo en Vanuatu, a la que llamó Austrialia del Espíritu Santo pensando que era parte de la Terra Australis Incognita.
Otra suposición es que en el siglo XVIII la península Antártica y los archipiélagos de las Antillas del Sur fueron frecuentemente visitados por cazadores de focas españoles e hispanoamericanos, quienes habrían ocultado los territorios en cuestión para evitar la competencia (en especial de los británicos). La presencia de estos cazadores estaría atestiguada por el encuentro de posibles restos de sus refugios en las costas orientales de la península Antártica.

### Primeras expediciones a la península Antártica y mares australes

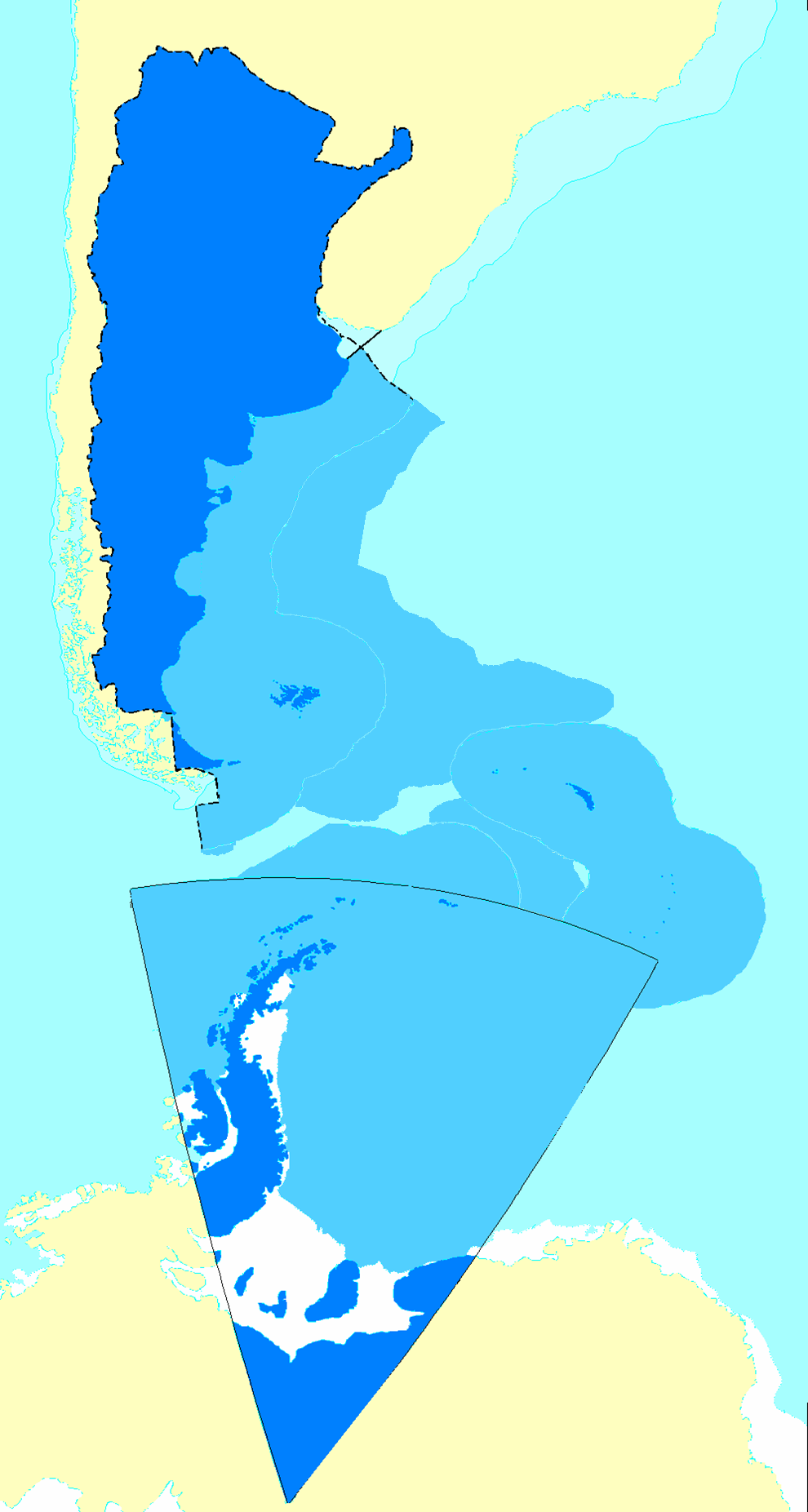
Mapa de escalas proporcionalmente idénticas en donde se observa a la Antártida Argentina y otros territorios reivindicados por la Argentina.

En 1815 el comodoro de marina al servicio de las Provincias Unidas del Río de la Plata, Guillermo Brown, emprendió una campaña para hostigar a la flota española en el océano Pacífico y al transponer el cabo de Hornos con los navíos Hércules y Trinidad los vientos los llevaron hasta el paralelo 65° S. En la memoria naval institucional llamada Acciones navales de la República Argentina, 1813-1828 escrita por Brown, escribió:

Después de dar vuelta el cabo de Hornos y de soportar los vientos reinantes en estos parages, y después de haber llegado hasta los 65 grados de latitud, en cuyo parage la mar se les presentó muy llana con horizonte claro y sereno, sin malos signos, lo que indicaba que no estaban muy lejos de la tierra, el bergantín Trinidad perdió el tajamar ...

Algunas fuentes argentinas mencionan que Brown habría avistado tierras antárticas en esa expedición, afirmando que es la razón por la cual en la cartografía argentina suele llamarse Tierra de la Trinidad a la parte más septentrional de la península Antártica (por el navío Trinidad), pero Brown tampoco hizo mención alguna de ese supuesto avistaje en sus Memorias escritas cuando ya se conocía la existencia de la Antártida, en las que se refiere al hecho de la siguiente manera:

Después de dar vuelta al cabo de Hornos, soportando los acostumbrados temporales de viento de esos mares, el bergantín Trinidad, al mando de D. Miguel Brown, mi hermano, perdió el tajamar (al cual están asegurados los barbiquejos de la roda), exponiendo a peligro inminente al bauprés ...

El 25 de agosto de 1818 el gobierno de las Provincias Unidas del Río de la Plata otorgó las primeras concesiones para la caza de focas y pingüinos en territorios correspondientes al continente antártico a Juan Pedro de Aguirre, quien operaba con los buques Pescadora Director y San Juan Nepomuceno. En el petitorio que Aguirre había presentado el 18 de febrero solicitó autorización para la instalación de un establecimiento para caza de lobos marinos en alguna de las islas existentes a la altura del Polo Sur.
La primera tierra descubierta en forma confirmada al sur del paralelo 60° S fue por el inglés William Smith a bordo del bergantín mercantil Williams, mientras navegaba desde Buenos Aires a Valparaíso, desviado de su ruta al sur del cabo de Hornos, el 19 de febrero de 1819 avistó la extremidad nordeste (punta Williams) de la isla Livingston. Denunció su descubrimiento en Valparaíso, pero no le fue creído y en otro viaje volvió a desviarse alcanzando el 16 de octubre de 1819 la isla 25 de Mayo. Bautizó al archipiélago como Nueva Bretaña del Sur y tomó posesión de él a nombre de la Corona británica, dando a conocer sus descubrimientos al llegar a Montevideo cuando esta ciudad formaba parte de las Provincias Unidas del Río de la Plata.
En 1819 la polacra argentina San Juan Nepomuceno al mando del capitán Carlos Tidblon (o Timdblon) viajó a las islas Shetland del Sur para cazar focas y lobos, regresando a Buenos Aires el 22 de febrero de 1820 con 14 600 cueros de focas. Es el primer barco del que se tiene registro que se dirigió de cacería a esas islas. El foquero argentino Spiritu Santo al mando del capitán Francisco de Paula Fernández y cuyo propietario era Martín Elordi, fue seguido en septiembre de 1819 desde las islas Malvinas por el brig estadounidense Hercilia (cuyo segundo al mando era Nathaniel Palmer) alcanzándolo en la isla Decepción en las Shetland del Sur. Palmer se enteró de que el barco iba con destino a un lugar donde se encontraban millares de focas. El hecho de que estos foqueros se dirigieran a las islas con rumbo fijo suele ser considerado como prueba de que las conocían anteriormente.
Entre 1819 y 1821 los buques Vostok y Mirny al mando del marino ruso, Fabian Gottlieb von Bellingshausen, navegaron por los mares antárticos. En enero de 1820, de acuerdo con corroboraciones posteriores, avistó territorio continental. En 1821 avistaron una isla a la que denominaron Tierra de Alejandro I (69°53′ S) en honor al zar de Rusia de aquel entonces. La cuestión acerca de quién entre Palmer, Von Bellingshausen o el teniente británico Edward Bransfield, que acompañó a Smith en el verano de 1819-20, fue el primero en avistar territorio continental antártico, sigue siendo controvertida.
En 1823 el inglés James Weddell descubrió el mar abierto que hoy lleva su nombre, llegando hasta los 74° 15′S y 34° 17′O.
El 10 de junio de 1829 el gobierno de la provincia de Buenos Aires dictó el decreto de creación de la Comandancia Político Militar de las Islas Malvinas incluyendo a las islas adyacentes al cabo de Hornos, lo que interpreta en Argentina como que incluyó a las islas antárticas. 
En 1838 el estadounidense Charles Wilkes alcanzó el cabo de Hornos y circunnavegó el continente antártico. 
También en 1838 el francés Jules Dumont d'Urville descubrió la Tierra Adelia, Luis Felipe e isla Joinville, estas dos últimas al norte de la península Antártica.

### Participación argentina en la exploración antártica

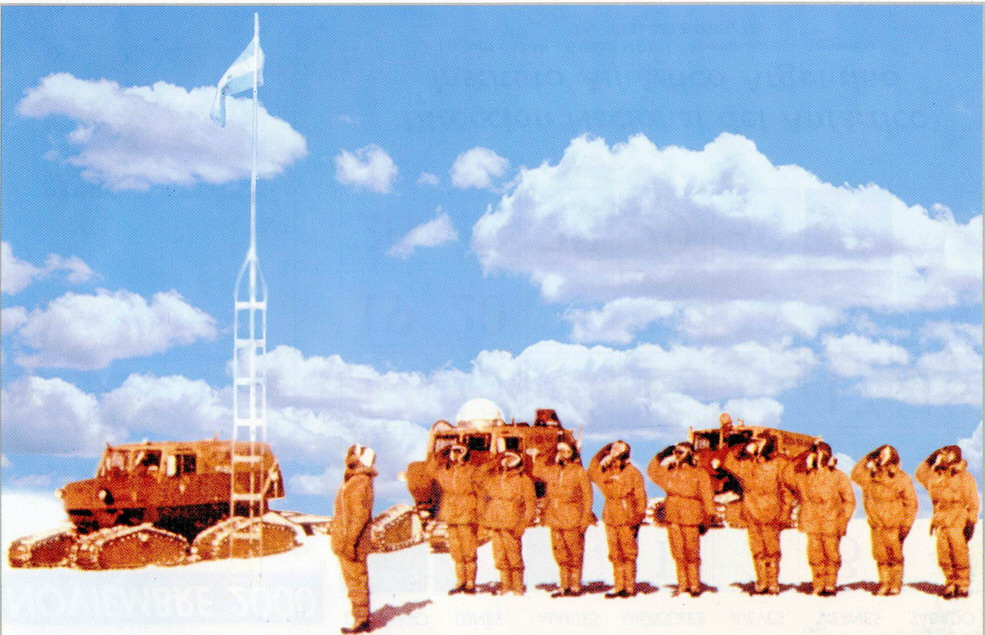
Saludo a la Bandera Argentina en el Polo Sur.

En 1848 el futuro comandante argentino Luis Piedra Buena viajó a la Antártida como grumete del barco de William Smiley.
La Expedición Argentina a las Tierras y Mares Australes de 1881 al mando teniente de la Marina Italiana Giacomo Bove exploró Tierra del Fuego hasta que su barco naufragó. La expedición del rumano Julio Popper se frustró durante su alistamiento por su muerte en 1893.
El 29 de diciembre de 1894 el presidente argentino Luis Sáenz Peña autorizó a Luis Neumayer para explorar el territorio situado al sur de la Patagonia y denominado Tierra de Grand (península Antártica), aunque prohibiendo cualquier tipo de explotación, pero la expedición no se realizó.
Entre 1897 y 1899 una expedición belga comandada por Adrien de Gerlache, de la que participó Roald Amundsen, debió invernar en la Antártida al quedar encerrada por los hielos.
El 10 de octubre de 1900 el gobierno argentino decidió incorporarse a la Expedición Antártica Internacional, compuesta de varias expediciones, pero el viaje argentino no se realizó y se ofreció colaboración a la expedición sueca al mando del doctor Otto Nordenskjöld. Este recibiría apoyo argentino a cambio de incorporar a un marino argentino a su expedición y entregarle los datos científicos y las colecciones zoológicas que se recogieran. A su paso por Buenos Aires el alférez de navío José María Sobral se embarcó en el buque Antarctic el 21 de diciembre de 1901. Como no se tenían noticias de la expedición el gobierno argentino cumplió su compromiso de apoyo acondicionando a la corbeta ARA Uruguay, que partió en su búsqueda el 8 de octubre de 1903 al mando del teniente de navío Julián Irízar, rescatando a los integrantes de la expedición que habían quedado invernando a raíz del hundimiento del Antarctic.

### Ocupación permanente de las islas Orcadas desde 1904, Antártida insular

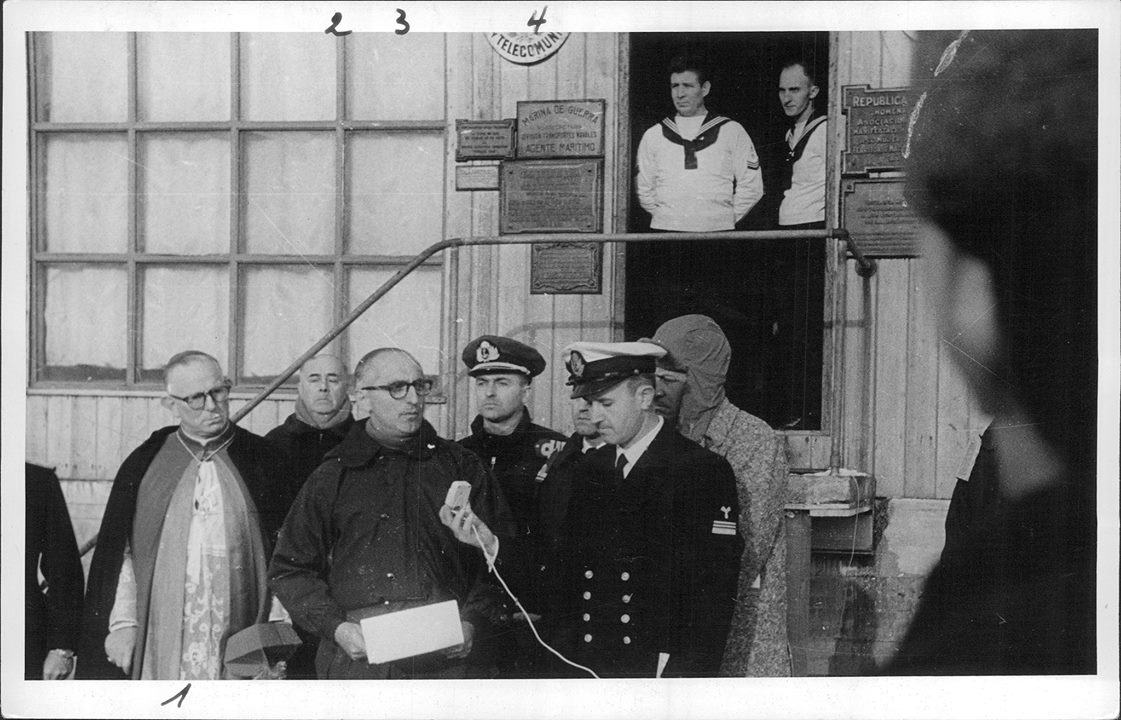
En la Base Decepción, el presidente Arturo Frondizi brinda un discurso que es transmitido por radio.

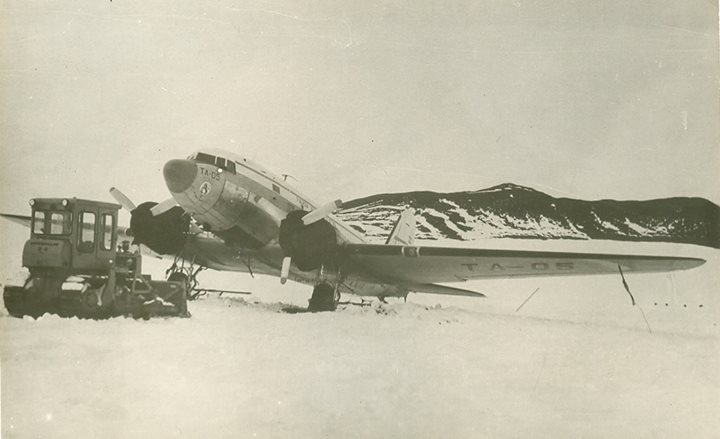
El 18 de septiembre de 1964, se inaugura el Servicio de Transporte Aéreo Militar a la Antártida con el Douglas C-47, matrícula TA-05.

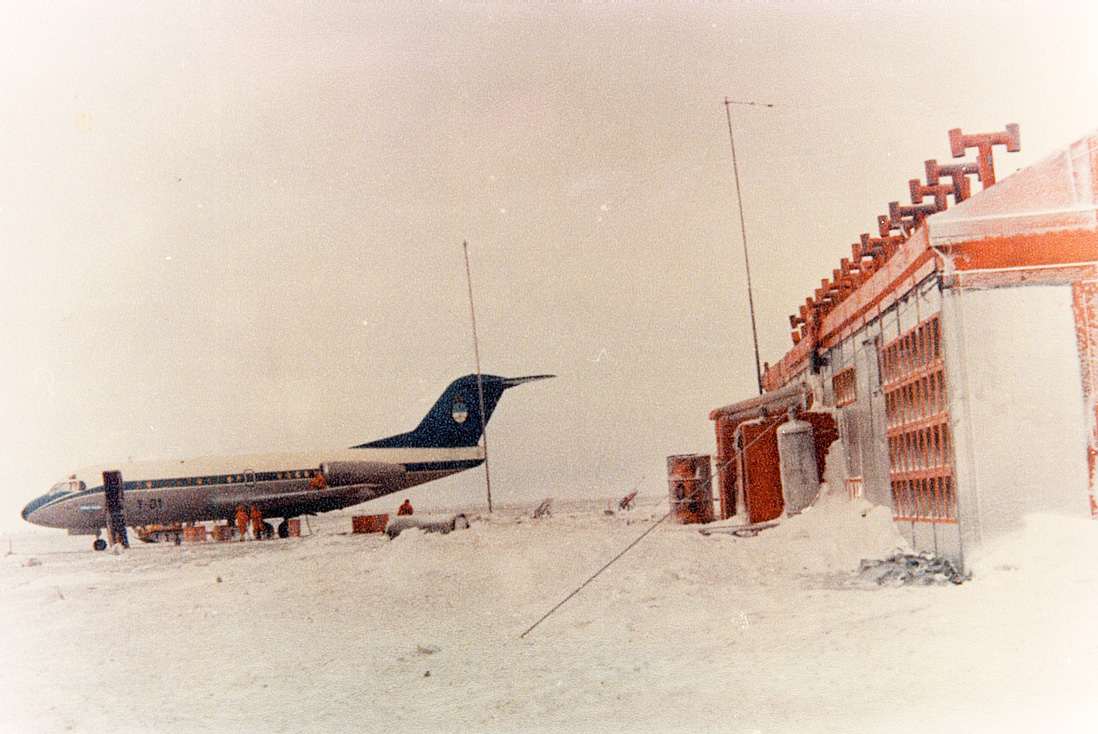
El F28 T-01 en la Base Marambio, el 28 de julio de 1973, después de un vuelo de prueba para el viaje de Raúl Lastiri, realizado días después, el 10 de agosto.

El 2 de enero de 1904 la Argentina adquirió la estación meteorológica instalada por el escocés William Speirs Bruce, en la isla Laurie de las Orcadas del Sur, en la que había quedado una dotación de seis hombres realizando observaciones científicas. En ella se instaló un observatorio meteorológico, donde funcionaba también una oficina de correos. Al civil argentino Hugo Alberto Acuña —empleado de la empresa oficial argentina de correos y telégrafos— le correspondió izar por vez primera de un modo oficial la bandera argentina en el sector insular del continente antártico, el día 22 de febrero de 1904. Tal observatorio devino en la Base Orcadas, el establecimiento humano permanente más antiguo existente hoy en todo el territorio antártico.
La corbeta argentina ARA Uruguay volvió a la Antártida en 1905 (zarpó desde el puerto de Buenos Aires el 10 de diciembre de 1904) para relevar a la dotación de las Orcadas del Sur y dirigirse a la isla Decepción  y luego a la isla Wiencke en busca de Jean-Baptiste Charcot, cuya expedición francesa (1903-1905) se creía perdida. En agradecimiento a la colaboración argentina con su expedición Charcot bautizó a un grupo insular como islas Argentina. Una de esas islas fue nombrada como isla Galíndez en homenaje al capitán de la corbeta, Ismael Galíndez, y otra fue denominada isla Uruguay, en homenaje a la corbeta argentina de tal nombre.
El gobierno argentino decidió sumar dos observatorios meteorológicos, en la isla Georgia del Sur y en la isla Wandel, a los que ya tenía en las islas Laurie y Observatorio. La expedición que debía instalar uno en el puerto en donde invernó Charcot en 1904 en la isla Wandel (hoy isla Booth) partió de Buenos Aires el 30 de diciembre de 1905 al mando del teniente de navío Lorenzo Saborido en el barco Austral, que era el Le Français comprado a Charcot cuando este viajó a Buenos Aires en febrero de ese año. Luego de relevar a la dotación de las Orcadas del Sur, regresó a Buenos Aires sin poder llegar a la isla Wandel. En un nuevo intento, al mando del teniente de navío Arturo Celery, el 22 de diciembre de 1906 el barco encalló y se hundió en el banco Ortiz del Río de la Plata, por lo que el observatorio nunca se construyó. En junio de 1905 el transporte Guardia Nacional al mando del teniente de navío Alfredo P. Lamas llevó adelante la tarea de levantar el observatorio de las Georgias del Sur en la bahía Cumberland, renombrada como «bahía Guardia Nacional».
Un decreto emitido por Chile el 27 de febrero de 1906 cedió la explotación industrial agrícola y pesquera por 25 años, en las islas Diego Ramírez, Shetland del Sur, Georgias del Sur y la Tierra de Graham (Tierra de O'Higgins/San Martín) a Enrique Fabry y a Domingo de Toro Herrera, encargándoseles también el resguardo y la custodia de los intereses soberanos de Chile en la zona. La Argentina protestó formalmente el 10 de junio de 1906 por esas acciones de Chile y al año siguiente Chile invitó al Gobierno argentino a negociar un tratado para dividir las islas y la Antártica continental americana, pero no fue aceptado. 
El 21 de julio de 1908 el Reino Unido anunció oficialmente sus reclamos a todas las tierras dentro de los meridianos 20° O a 80° O al Sur del paralelo 50° S, que en 1917 trasladó al sur del paralelo 58° S debido a que con ese reclamo se incluía parte de la Patagonia.
En la década de los 1920 se destacó el accionar investigador y concientizador en Argentina de su experiencia en las islas Orcadas del Sur, en el sector insular del continente, del ingeniero civil José Manuel Moneta que intervino en las expediciones a aquellas islas de los años 1923, 1925. 1927 y 1929, dejando testimonio de ello en el libro Cuatro años en las Orcadas del Sur y, como diplomático, desempeñó en nombre del gobierno argentino varias funciones vinculadas a la Antártida. Fue en la primera mitad del siglo XX quien mediante publicaciones impresas y filmes quizás más tempranamente difundió entre la población la conciencia de una soberanía argentina en la Antártida.
El 30 de marzo de 1927 fue inaugurada en las Orcadas del Sur la primera estación radiotelegráfica  de la Antártida. 
El 15 de diciembre de 1927 la Dirección General de Correos y Telégrafos de la República Argentina  comunicó a la Oficina Internacional de la Unión Postal Universal  que:

(...) la jurisdicción territorial argentina se extiende, de derecho y de hecho, a la superficie continental, al mar territorial, a las islas situadas sobre la costa marítima, a una parte de Tierra del Fuego y a los Archipiélagos de los Estados, Año Nuevo, Georgia del Sur, Órcadas del Sur y a las tierras polares no delimitadas. De derecho, no pudiendo ejercerla de hecho debido a la ocupación mantenida por Gran Bretaña, le corresponde también el archipiélago de las Malvinas.

### Creación de la Comisión Nacional del Antártico en 1940
En 1939 la Argentina crea transitoriamente para asistir a una invitación noruega a la Comisión Nacional del Antártico mediante el decreto N.º 35821, pero por el decreto N.º 61852 del 30 de abril de 1940 pasó a ser un organismo permanente con el objeto de intensificar las investigaciones en la zona. Se realizaron exploraciones, tareas científicas, relevamiento de terreno y balizamiento.
El 6 de noviembre de 1940 Chile estableció por decreto los límites de sus reclamaciones antárticas.

Forman la Antártica Chilena o Territorio Chileno Antártico, todas las tierras, islas, islotes, arrecifes, glaciares y demás conocidos y por conocer, y el mar territorial respectivo, existentes dentro de los límites del casquete constituido por los meridianos 53°, longitud oeste de Greenwich, y 90°, longitud oeste de Greenwich.

La Argentina protestó formalmente por el decreto chileno mediante nota del 12 de noviembre de 1940, rechazando su validez y expresando una potencial reclamación a la misma área. A su vez, el Reino Unido protestó el 25 de febrero de 1941.
A fines de 1940, Argentina y Chile reconocieron mutuamente «que Chile y Argentina tienen derechos indiscutibles de soberanía en la zona polar denominada Antártida americana».

### Formulación de la reclamación argentina en la Antártida continental en 1941

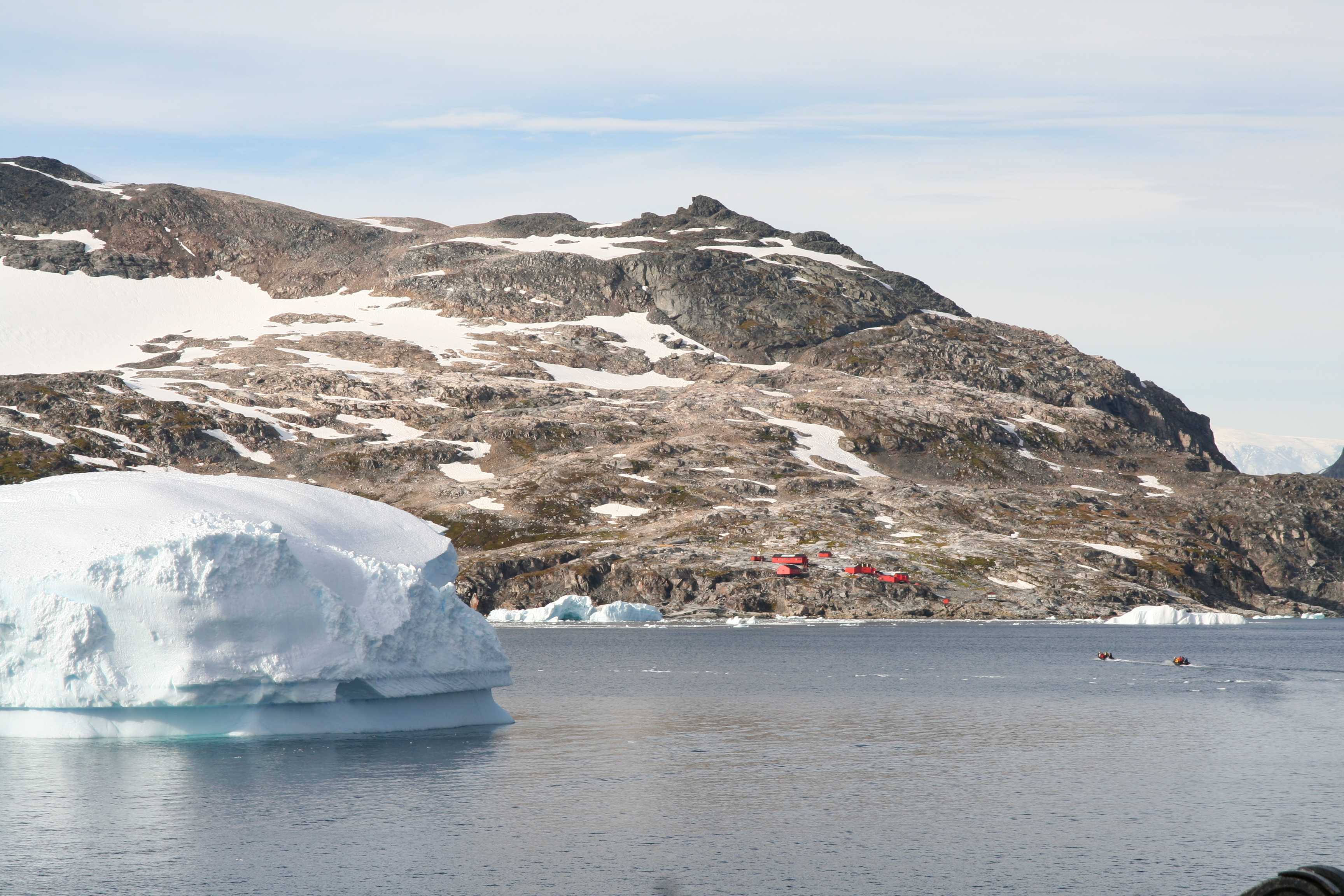
Base Primavera, en la península Antártica.

En octubre de 1941 el Instituto Geográfico Militar argentino publicó mapas que mostraban la extensión de la futura reclamación argentina entre los 25° O y 75° O.
En enero de 1942 Argentina, de acuerdo con la teoría de los sectores polares, declaró sus derechos antárticos entre los meridianos 25° y 68°24′ O (el de punta Dungeness). Lo que dio lugar a un memorándum de respuesta del Gobierno chileno del 3 de marzo de 1942, reservando sus derechos.
Argentina realizó en la isla Decepción su toma de posesión formal del territorio continental antártico el 8 de noviembre de 1942, mediante la colocación de un cilindro que contenía un acta y una bandera dejados allí por una expedición al mando del capitán de fragata Alberto J. Oddera. En enero de 1943 personal del barco británico HMS Carnarvon Castle destruyó las evidencias de la toma de posesión argentina, plantó la bandera británica y envió a Buenos Aires el acta. El 5 de marzo de ese año el buque argentino ARA 1° de Mayo removió la bandera británica.
Luego de ser reorganizada la Comisión Nacional del Antártico por decreto n.º 8507 del 23 de marzo de 1946 se dispuso una serie de reuniones entre varios ministerios para llevar adelante una política antártica a gran escala. A consecuencia de esas reuniones el 2 de septiembre de 1946 se dictó el decreto n.º 8944 que fijó nuevos límites para la Antártida Argentina entre los meridianos 25° y 74° (el del extremo oriental de las islas Sandwich del Sur) de longitud Oeste. Finalmente el decreto-ley n.º 2129, del 28 de febrero de 1957, estableció los límites definitivos entre los meridianos 25° y 74° Oeste y el paralelo 60° de latitud Sur.

Mapa mostrando las reclamaciones de Chile y Argentina en el continente antártico y la superposición de estas. Ambos países le reconocen al otro el territorio que no se superpone con el propio. Hubo entendimientos entre ambos países en 1952 y 1953.

La Antártida Argentina y el Territorio Chileno Antártico según Argentina.

Los cancilleres de Chile -Raúl Juliet- y de Argentina -Juan Bramuglia- firmaron en julio de 1947 en Buenos Aires una declaración conjunta sobre la  Antártida Sudamericana, reconociéndose mutuamente que ambos países tienen indiscutibles derechos de soberanía en la zona polar denominada la Antártida Sudamericana.
El canciller de Chile -Germán Vergara- y el embajador de Argentina -Pascual La Rosa- firmaron el 4 de marzo de 1948 un mutuo acuerdo en la protección y defensa jurídica de sus derechos territoriales antárticos, reconociendo mutuamente:

(...) hasta tanto se pacte, mediante acuerdos amistosos, la línea de común vecindad en los territorios antárticos de Chile y la República Argentina, declaran:

1) Que ambos Gobiernos actuarán de común acuerdo en la protección y defensa jurídica de sus derechos en la Antártida Sudamericana, comprendida entre los meridianos 25° y 90°, de longitud oeste de Greenwich, en cuyos territorios se reconocen Chile y la República Argentina indiscutibles derechos de soberanía.

2) Que están de acuerdo en continuar su acción administrativa, de exploración, vigilancia y fomento en la región de frontera no definida de sus respectivas zonas antárticas, dentro de un espíritu de cooperación recíproca.

3) Que a la mayor brevedad, y, en todo caso, en el curso del presente año, proseguirán las negociaciones hasta llegar a la concertación de un tratado chileno-argentino de demarcación de límites en la Antártida Sudamericana.

### Construcción de bases y refugios
El 25 de enero de 1948 se instaló el Destacamento Naval Decepción.
Entre el 12 y el 29 de febrero de 1948 (fechas de partida y llegada a Puerto Belgrano) una flota de guerra argentina con 3000 hombres a bordo visitó las Orcadas del Sur, la parte norte de la península Antártica y las Shetland del Sur. Estaba compuesta por los cruceros ARA 25 de Mayo y ARA Almirante Brown, los torpederos ARA Misiones, ARA Entre Ríos, ARA Santa Cruz, ARA San Luis, ARA Mendoza y ARA Cervantes. Como recordatorio de ese viaje el estrecho Bransfield fue renombrado como mar de la Flota en la toponimia argentina.
El 7 de abril de 1948 por decreto N.º 9905 se estableció la dependencia política-administrativa del Sector Antártico Argentino del gobernador marítimo del Territorio Nacional de Tierra del Fuego. Por el decreto N.º 17040 del 9 de junio fue creada la División Antártida y Malvinas bajo dependencia del Ministerio de Relaciones Exteriores. Su función era entender en todo lo relacionado con la defensa de los derechos jurídicos argentinos sobre la Antártida Argentina, las Malvinas, Georgias del Sur y Sandwich del Sur.

### Presencia en la península Antártica desde 1951

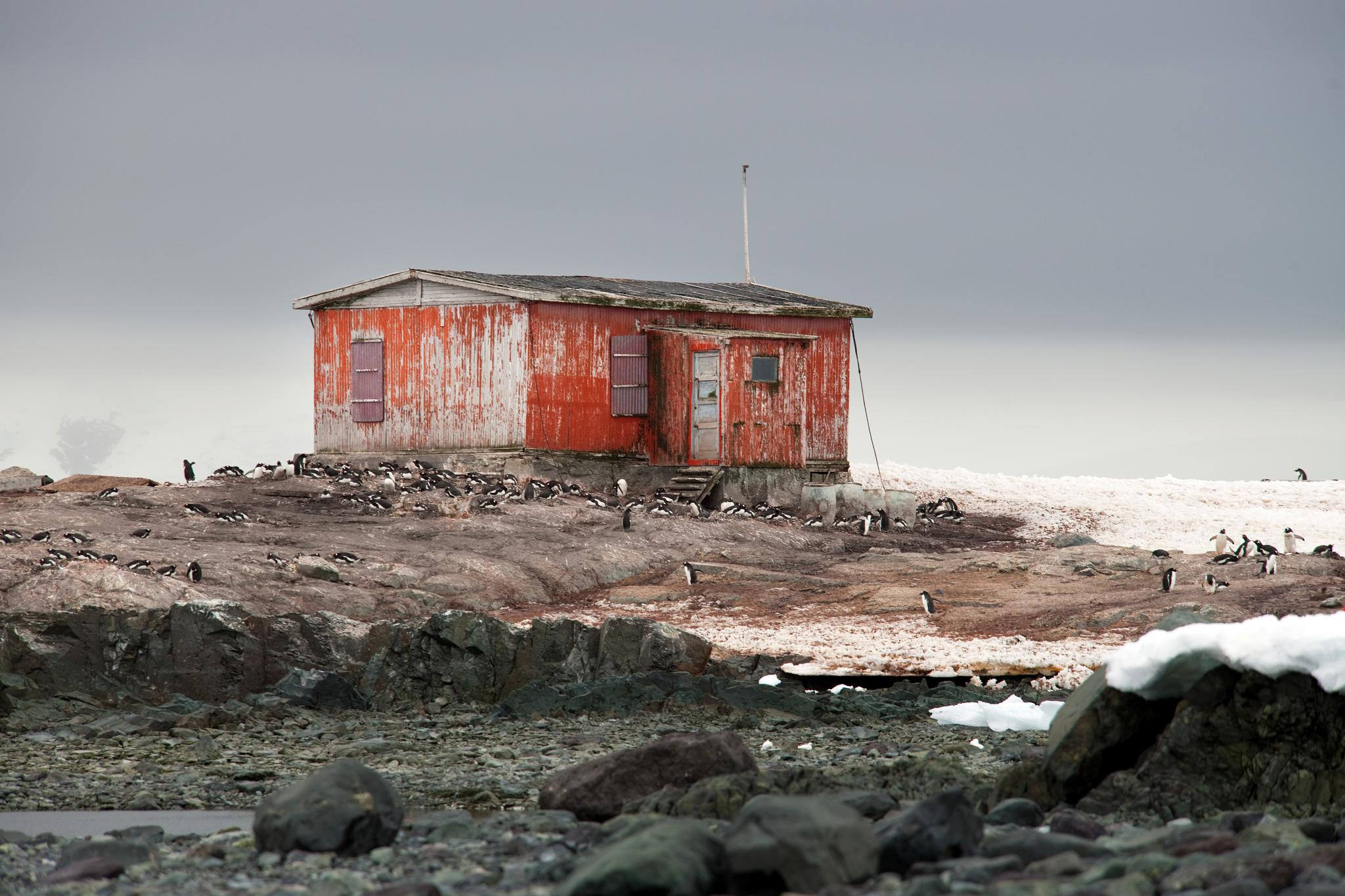
El Refugio Naval Groussac instalado por la Armada Argentina en 1955.

En 1951 se inauguró la primera base continental argentina en la Antártida, el Destacamento Naval Almirante Brown. Al año siguiente se inauguró el Destacamento Naval Esperanza. Mientras se construía esta última base en la bahía Esperanza, se produjo el primer tiroteo bélico en la Antártida el 1 de febrero de 1952, cuando un equipo de costa argentino, luego de realizar una advertencia, disparó sobre las cabezas una ráfaga de ametralladora y obligó a reembarcar a un equipo civil del "Falkland Islands Dependencies Survey"  que descargaban materiales del barco John Biscoe con la intención de restablecer allí la base británica "D" incendiada en 1948. 
En 1952 y en 1953 los gobiernos de los estados de Argentina y Chile (entonces siendo respectivos presidentes de los dos estados Juan Domingo Perón y Carlos Ibáñez del Campo) acordaron un entendimiento por el cual coordinaron acciones contra las pretensiones del Reino Unido de modo que las zonas de reclamaciones translapadas (un triángulo curvo al sur del paralelo 60°S y entre los meridianos 53°O y 74°O y el Polo Sur) entre los dos estados quedaron sujetas a la cooperación entre ambos estados y en la perspectiva de una soberanía condominial, quedaba refrendada una acción cooperativa de beneficios mutuos entre ambos estados.
El 17 de enero de 1953 fue inaugurado en la caleta Balleneros el Refugio Teniente Lasala (una cabaña y una tienda de campaña) por personal del barco argentino ARA Chiriguano, quedando en él un sargento y un cabo de la Armada Argentina. El 15 de febrero, en el incidente de la Isla Decepción, desembarcaron 32 Royal Marines de la fragata británica HMS Snipe armados con subfusiles Sten, fusiles y gas lacrimógeno apresando a los dos marinos argentinos. El refugio argentino y un cercano refugio chileno deshabitado fueron destruidos y los marinos argentinos fueron entregados a un barco de ese país el 18 de febrero en las islas Georgias del Sur. Un destacamento británico permaneció tres meses en la isla mientras la fragata patrulló sus aguas hasta abril.
El 4 de mayo de 1955 el Reino Unido presentó dos demandas, contra la Argentina y Chile respectivamente, ante la Corte Internacional de Justicia para que ésta declarara la invalidez de las reclamaciones de soberanía de los dos países sobre áreas antárticas y subantárticas. El 15 de julio de 1955 el gobierno chileno rechazó la jurisdicción de la Corte en ese caso y el 1 de agosto lo hizo también el Gobierno argentino, por lo que el 16 de marzo de 1956 las demandas fueron archivadas.

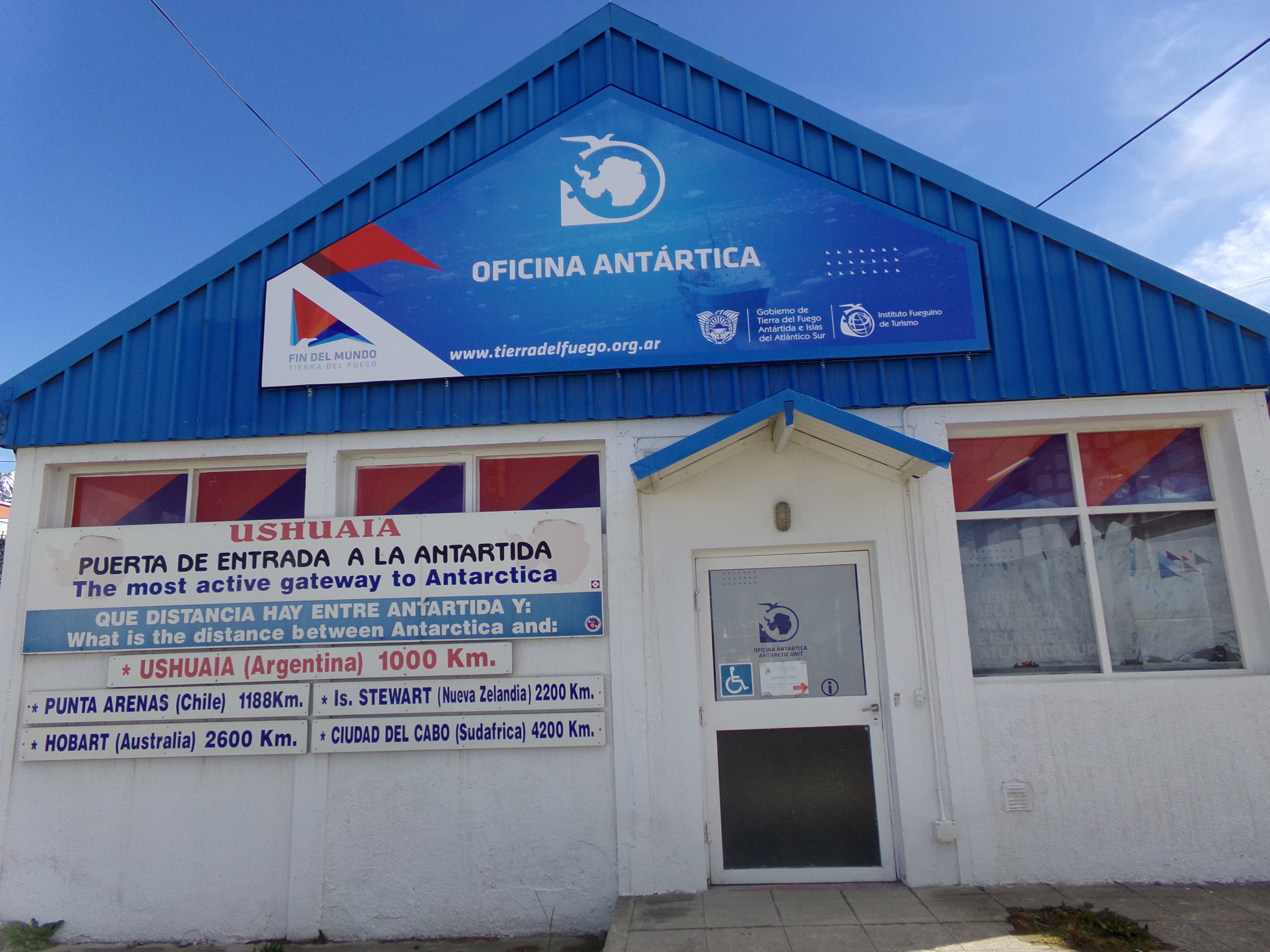
Oficina antártica de Ushuaia, creada en 1992.

En los años 1960s el Estado de Argentina, con su flota, fue pionero en la realización de cruceros turísticos ecológicos a la Antártida, cruceros realizados con navíos de la empresa estatal argentina ELMA (Empresa Líneas Marítimas Argentinas), mientras que, casi al mismo tiempo, la empresa estatal argentina Aerolíneas Argentinas inauguraba los vuelos de pasajeros transpolares transantárticos que unían a Ushuaia con Sídney haciendo escala en la base antártica argentina Marambio, también a mediados de los 1960 (Véase: Operación Matienzo) y primera mitad de los 1970 la Argentina lanzó cohetes desde sus bases antárticas, tales cohetes de la serie Castor diseñados e íntegramente construidos en la Argentina poseían instrumental meteorológico y -especialmente- sensores de radiaciones. El primer humano nacido en el continente antártico, el argentino Emilio Marcos Palma, lo hizo en la Base Esperanza, dentro del territorio reivindicado por la Argentina.

### Firma del Tratado Antártico
El 1 de diciembre de 1959 fue firmado el Tratado Antártico por la Argentina, Australia, Bélgica, Chile, Francia, Japón, Nueva Zelanda, Noruega, Sudáfrica, Unión de Repúblicas Socialistas Soviéticas, Reino Unido y los Estados Unidos de América, entrando en vigor el 23 de junio de 1961. 
En su artículo 1 declara: 

La Antártida se utilizará exclusivamente para fines pacíficos. Se prohíbe entre otras, toda medida de carácter militar, tal como el establecimiento de bases y fortificaciones militares, la realización de maniobras militares, así como los ensayos de toda clase de armas. El presente Tratado no impedirá en empleo de personal o equipo militares, para investigaciones científicas o para cualquier otro fin pacífico.

Y en su artículo 4: 

Ningún acto o actividad que se lleve a cabo mientras el presente Tratado se halle en vigencia constituirá fundamento para hacer valer, apoyar o negar una reclamación de soberanía territorial en la Antártida, ni para crear derechos de soberanía en esta región. No se harán nuevas reclamaciones anteriormente hechas valer, mientras el presente Tratado se halle en vigencia.

El 8 de abril de 1970 el gobernador de Tierra del Fuego dictó el decreto N.º 149 creando 4 departamentos, entre ellos el Departamento Sector Antártico Argentino:

Departamento Sector Antártico Argentino:

Norte: paralelo 60°

Sur: Polo Sur

Este: meridiano 25°

Oeste: meridiano 74°. Exclúyense de este sector las islas Orcadas por haberse incorporado al Departamento Islas del Atlántico Sud.

En 1992, el Instituto Fueguino de Turismo creó una Oficina Antártica en Ushuaia para asistir a los cruceros turísticos que visitan el puerto de Ushuaia antes de partir hacia la Antártida.

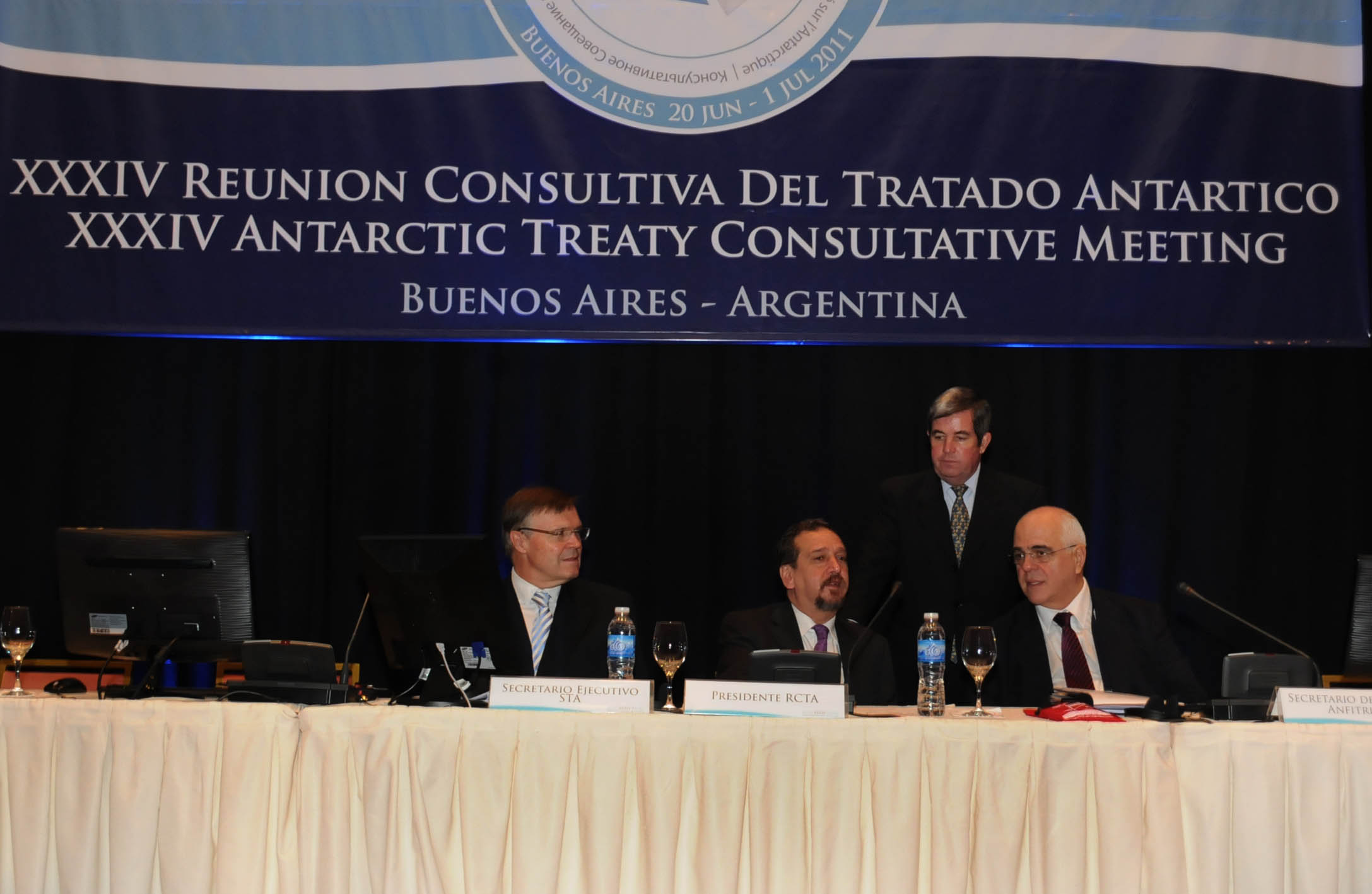
XXXIV Reunión Consultiva del Tratado Antártico en Buenos Aires, junio de 2011.

En julio de 2003 Chile y la Argentina comenzaron a reabrir un refugio argentino llamado Refugio Abrazo de Maipú, a medio camino entre las bases O'Higgins, de Chile y Esperanza, de la Argentina para utilizarlo entre los dos países, reanudando así oficialmente la cooperación de ambos estados en el sector antártico.
En noviembre de 2007 ante las intenciones del Reino Unido de extender su control económico militar y político directo, particularmente sobre las áreas litorales hasta 350 millas náuticas desde la línea de bajamar en estos territorios, Chile y la Argentina volvieron a cooperar para evitarlo.
El 8 de diciembre de 2013, la banda musical Metallica realizó un concierto para «concientizar sobre la importancia de la Antártida para el planeta», en la Base Antártica Carlini. Hubo aproximadamente un centenar de asistentes, incluyendo personal de otras bases cercanas pertenecientes a Uruguay, Chile, Polonia, Corea del Sur, Rusia, Brasil y Alemania. No se usaron amplificadores durante el recital (el público escuchaba a través de auriculares) y se siguió un riguroso protocolo sobre impacto ambiental.
En agosto de 2014, la Cancillería del Perú y la Cancillería de Argentina, llevaron a cabo una reunión en Lima donde acordaron trabajar en conjunto para fortalecer la cooperación tecnológica y científica en los proyectos de investigación que ambos países desarrollan en la Antártida. Representando a la Argentina participaron los titulares de la Dirección Nacional del Antártico y del Instituto Antártico Argentino.
En marzo de 2015 se inauguró una nueva sede del Instituto Antártico Argentino (IAA) de 1900 m² en el Campus Miguelete de la Universidad Nacional de General San Martín. El nuevo edificio incluyó nueve laboratorios de investigación científica que son de uso exclusivo del IAA.
El 23 de enero de 2016 el ministro de defensa Julio Martínez visitó las bases Marambio, Esperanza y Petrel de la Antártida Argentina como parte de la Campaña Antártica de Verano 2015-2016, donde participaron más de 1500 efectivos de las fuerzas armadas.
En noviembre de 2016, la Universidad Empresarial Siglo 21 firmó un acuerdo con el Círculo de Oficiales de Mar de la Armada Argentina en el cual el personal de la Base Orcadas podrá acceder a estudios superiores vía web, siendo así la primera universidad en dar servicio en el territorio antártico.
El 27 de octubre de 2017, por ley de la Legislatura de la provincia de Tierra del Fuego, Antártida e Islas del Atlántico Sur, fue derogado el decreto territorial 149/70 que creó el departamento con el nombre de departamento Sector Antártico Argentino, renombrándolo como departamento Antártida Argentina e incluyendo dentro del mismo a las islas Orcadas del Sur, que hasta entonces formaban parte del departamento Islas del Atlántico Sur.

### Campañas antárticas

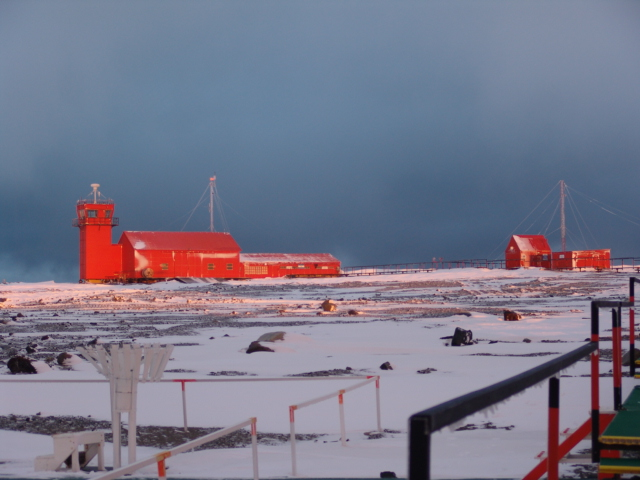
Base Marambio.

La República Argentina lleva adelante ininterrumpidamente desde 1947 campañas antárticas cada año, durante las cuales se releva al personal que invernó en la Antártida, se provee de abastecimientos a las bases y se realizan tareas de investigación y observación. Desde 1904 cada verano un barco realizaba el relevo de las instalaciones en las islas Orcadas del Sur, no así de otros territorios. La campaña más reciente es la número 120, perteneciente a la campaña antártica de verano 2023-2024.

### Turismo
En julio de 2016, el Ministerio de Defensa argentino anunció las intenciones de realizar vuelos turísticos hacia la Base Marambio a partir del verano austral de 2018. Para ello, se acondicionará el aeropuerto de dicha base para poder recibir vuelos civiles. Dichos vuelos serán operados por Líneas Aéreas del Estado (LADE). Habrá un cupo de 20 turistas por semana, que además deberán respetar el protocolo de seguridad antártico. Argentina ya realiza visitas turísticas a la Antártida, con cruceros que parten desde Ushuaia.

## Fisiografía

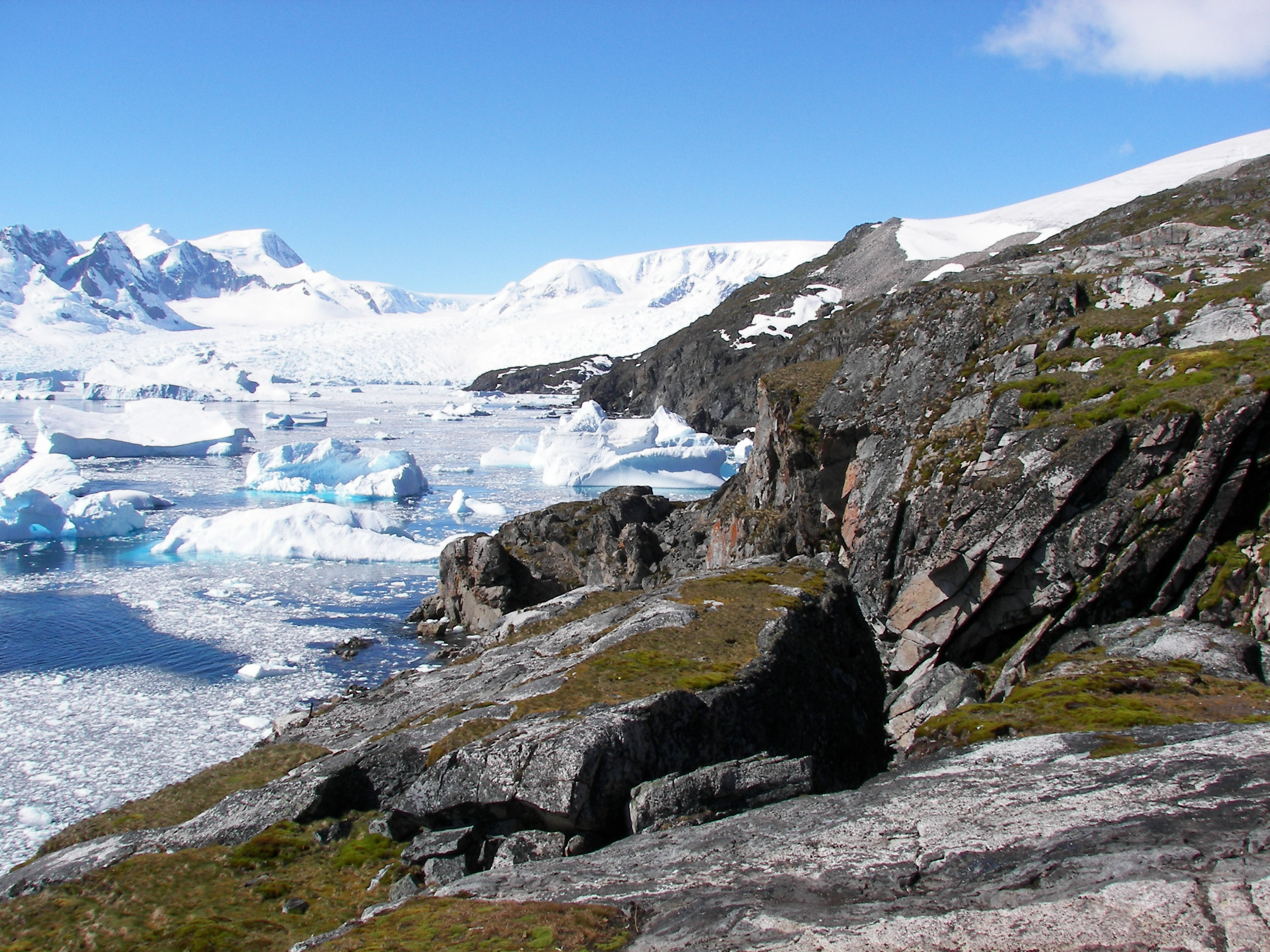
Partes descubiertas de hielo y cubiertas con musgos en las proximidades de la estación científica argentina Base Primavera durante el prolongado verano de seis meses.

La Antártida Argentina abarca zonas de la Antártida Occidental y de la Antártida Oriental.

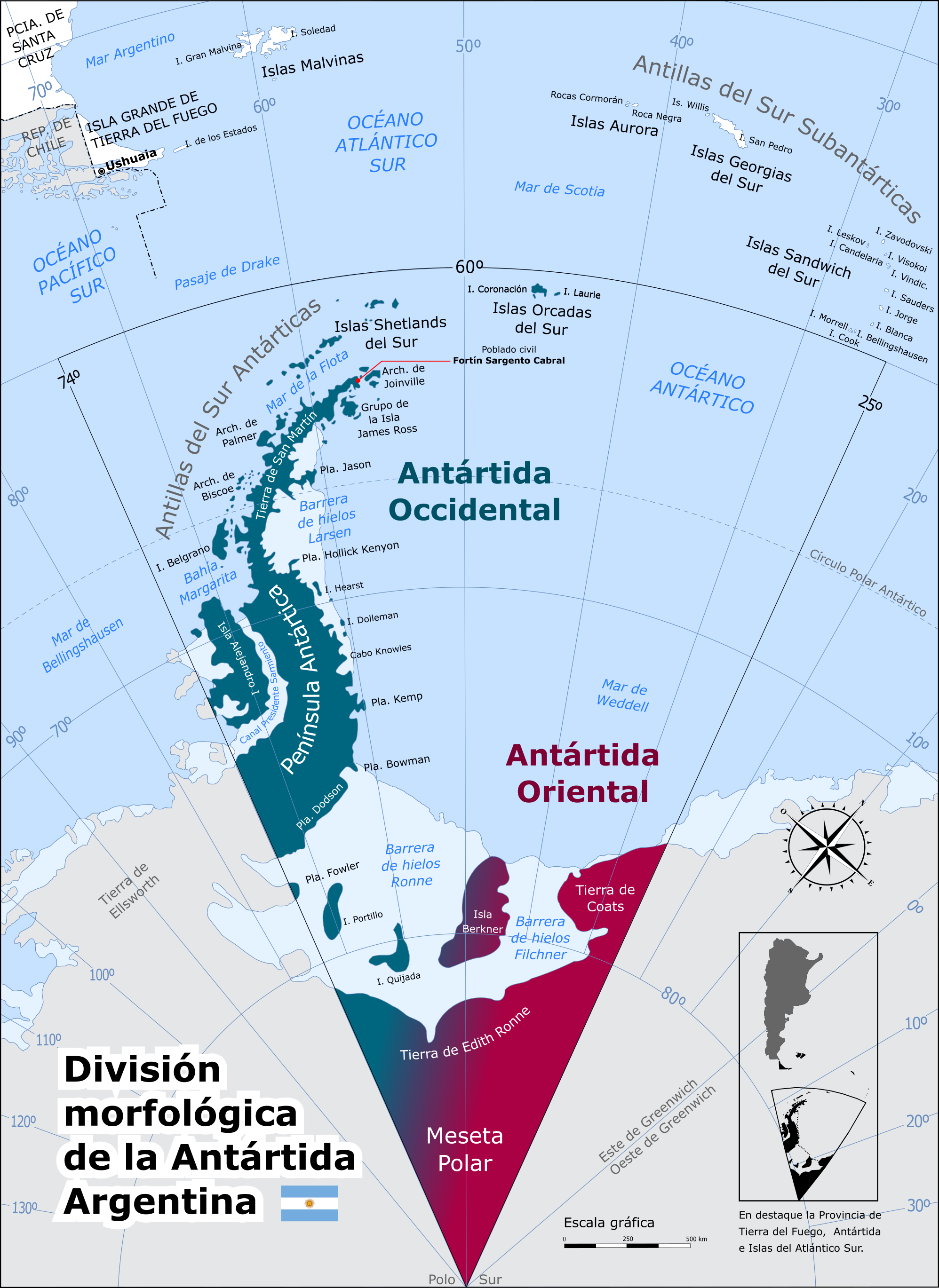
División morfológica de la Antártida Argentina, sectores occidental y oriental.

La Antártida Argentina sin contar el área marítima incluida bajo los 60° S y los 25° a 75° Oeste tiene una superficie de 1 461 597 km², equivalentes a un 40% del total de la superficie total de Argentina en el año 2014, tal superficie antártica está cubierta en su totalidad, a excepción de pequeñas zonas costeras, por una gruesa capa de hielo y nieve.
La zona bajo reclamación argentina está constituida principalmente al oeste por un sector de la Antártida Menor o Antártida Occidental, que incluye la península Antártica, conocida en Argentina como Tierra de San Martín y el extremo norte de la península como Tierra de la Trinidad, siendo toda la gran península de la Antártida  atravesada longitudinalmente por la muy plegada y glacialmente erosionada cordillera de los Antartandes, cordillera que geológicamente es la continuación de la cordillera de los Andes. Los Antartandes a su vez, diferencian claramente tres zonas geográficas en la Tierra de San Martín : la Vertiente Occidental de la Tierra de San Martín, la Meseta Central de la Tierra de San Martín y la Vertiente oriental de la Tierra de San Martín.

El sector antártico reclamado por la Argentina se caracteriza por incluir la mayor parte de uno de los accidentes más característicos del continente antártico: la península Antártica, una gran península cuya forma recuerda a una S alargada, y que se encuentra recorrida por los Antartandes.
 
Mientras que la Antártida Occidental tiene un relieve muy accidentado con costas irregulares. Tal relieve está constituido por rocas sedimentarias plegadas de las eras Mesozoica y Cenozoica. Esta parte de la Antártida posee islas que son una prolongación de la cordillera de los Andes (Cordillera Antartandes). En la Antártida Occidental, bajo la corriente de hielo Ferrigno en la zona de las tierras altas subglaciales Ellsworth  se ubica el que quizás sea el cañón más gigantesco de la superficie terrestre con profundidades de 1500 m  a 3000 m, una longitud de aproximadamente 300 km y anchuras de 25 km. Tal cañón se debería principalmente a la erosión y parece ser una de las causas principales (junto al calentamiento global) de la gran pérdida de hielos que está ocurriendo en gran parte de la Antártida Occidental.
El peso del indlandsis o calota de hielo continental mantiene a partes del sial y del sima correspondiente a la Antártida bajo el nivel oceánico, de modo que si la calota se fundiera, estas zonas se elevarían lentamente sobre el nivel oceánico. Este sector se denomina así Antártida Hundida, y forma una gran depresión que separa a la Antártida Occidental —en la cual está la península Antártica— de la Antártida Oriental en la cual se encuentran los montes Transantárticos (de formas poco abruptas debido a la erosión glacial) y el dilatado cratón o escudo antártico. La depresión mencionada forma una gran bahía en la cual se encuentran grandes islas tabulares subglaciares como las de Berkner, Quijada y Portillo.
Desde los montes Transantárticos y la Meseta del Polo Sur discurren gigantescos glaciares (como los llamados Falucho, Sargento Cabral y glaciar Buenos Aires). Los glaciares llegan al mar de Weddell formando dos barreras de hielo separadas por la isla Berkner: la Edith Ronne al oeste y la de Filchner al este.
Las costas de la península Antártica son muy accidentadas, abundando los fiordos, rías y bahías, tanto por la actividad erosiva glaciar como por la presencia de vulcanismo activo (en el mar de La Flota existen volcanes submarinos activos). Al este de la península Antártica se encuentra, también convergiendo en el mar de Weddell, la barrera de hielo Larsen, una barrera glaciar que se encuentra en retroceso debido al recalentamiento global. En cierto modo pueden considerarse parte del relieve los sastruguis, especie de dunas de nieve. En ciertos puntos de los mares antárticos se encuentran áreas libres de hielo durante gran parte del año, llamadas polinias, la más famosa es la Polinia de Weddell.
Al oeste de la península Antártica, sobre el mar de Bellingshausen, se encuentran de forma paralela a la misma varios archipiélagos eslabonados que constituyen el conjunto más meridional de las Antartillas: la isla Belgrano, los archipiélagos Biscoe y Palmer, las islas Shetland del Sur, las islas Melchior y la isla Elefante. Dentro de las Antillas del Sur, aunque bastante separadas de las mencionadas, se encuentran las islas Orcadas del Sur. Por otra parte, frente a las costas suroccidentales de la península Antártica se extiende la gran isla Alejandro I, incluida en su mayor parte en el sector antártico reivindicado por Argentina.

### Relieve

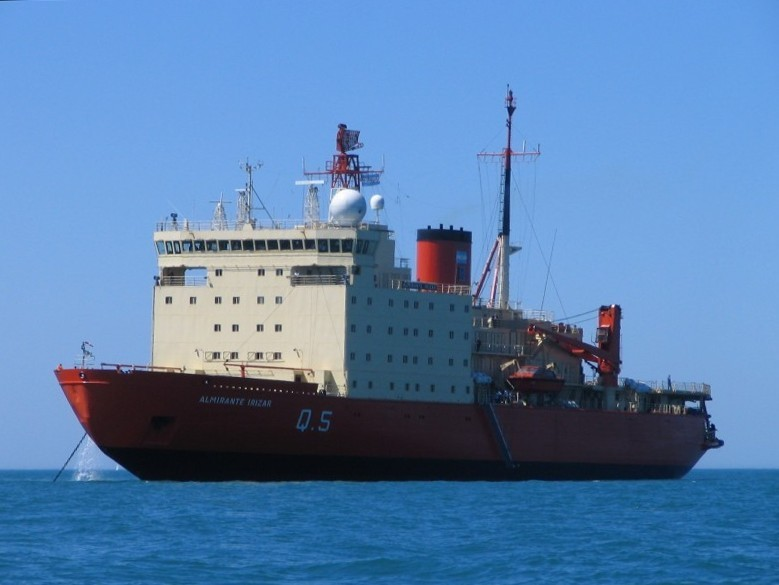
El rompehielos ARA Almirante Irizar

Las dos principales cordilleras de la Antártida (si se exceptúan la subglacial cordillera Gamburtsev): los Antartandes y los montes Transantárticos se explayan por el oeste y el este de la Antártida Argentina. En cuanto a la muy accidentada cordillera de los Antartandes, tal nombre lo recibe de una cordillera bastante abrupta que se considera como la continuación de la cordillera de los Andes, siendo su nexo submarino la llamada Dorsal del Scotia, cuyos afloramientos sobre el nivel del océano Atlántico son las Antillas del Sur o Antartillas, algunas de ellas son volcanes emergidos como es el caso de la isla Decepción. 
La altura máxima de los Antartandes, y de toda la Antártida Argentina, se encuentra en el sur de la península Antártica y es el Monte Jackson de 4190 metros de altitud, seguido por el monte Coman, de 3657 m, ubicado en el segmento montañoso llamado montes de la Eternidad; destaca también el monte Esperanza, con 2860 m. Desde los Antartandes se extiende una ramificación hacia el suroeste conocida como montes Ellsworth, una cordillera en gran medida subglaciar que une a los Antartandes con la otra gran cordillera antártica, los montes Transantárticos. Hacia el Polo Sur geográfico se encuentra la Meseta Polar mayormente en la Antártida Oriental.
Fuera de los Antartandes, y ya fuera de la Antártida Occidental, ya en la Antártida Oriental se encuentra la mayor elevación en un ramal (macizo Armada Argentina) de los Montes Transantárticos en la zona llamada cordillera Diamante cercana a la Meseta del Polo Sur, tal cima es el nunatak monte Chiriguano que alcanza los 3660 m s.n.m..

## Clima

El Sector Antártico Argentino entre los meridianos 25° Oeste y 74° Oeste dentro del continente Antártico e islas adyacentes.

Ya al sur de los 55°S se pueden producir arcos circunhorizontales o arcoíris de fuego que se producen cuando el Sol está en el zenit o cenit o a más de 58° sexagesimales de  elevación respecto al horizonte  y su luz blanca atraviesa las cristalinas y muy elevadas nubes de hielo llamadas cirros. Fuera de las costas, y especialmente fuera de las costas y montañas de la Tierra de San Martín, las precipitaciones en el territorio son relativamente escasas y van disminuyendo hacia el Polo Sur, en donde impera el «desierto polar».
Las zonas costeras más septentrionales, como el norte de la península Antártica y las  islas Shetland del Sur, tienen un clima oceánico subpolar y clima subpolar o de tundra, es decir, la temperatura promedio del mes más cálido supera los 0 °C, por lo tanto hay tierras descubiertas de capa de hielo permanente. El resto del territorio se encuentra bajo el régimen de clima polar.
El verano antártico dura la mitad de cada año, teniendo su clímax en enero. Durante el verano el Sol siempre se mantiene sobre el horizonte, viéndose como si bajara desde el cenit hasta las cercanías del horizonte hacia las 0 horas. Si bien, en lugar de desaparecer en ese momento, comienza nuevamente a ascender, de manera que durante seis meses se da continuamente luz solar sobre tan dilatada extensión. A los momentos de "noche" iluminada durante el verano se les llama noches blancas; de este modo, durante los seis meses del invierno polar antártico (cuyo fulcro es en julio) la mayor parte del territorio se encuentra a oscuras o en penumbras, ya que el Sol se halla oculto tras el horizonte.  
Así: aunque todo el sector antártico argentino se ubica dentro de la zona de clima polar-nival, por lo que la nieve y el hielo son el denominador común, en la Antártida Argentina se distinguen claramente dos zonas climáticas: una septentrional y otra meridional. La septentrional es bastante más cálida que la meridional, siendo también más húmeda y sujeta a precipitaciones casi continuas, casi siempre en forma de nevadas, aunque cada vez se hacen más comunes las aguanieves y celliscas, e incluso las lluvias. De esta manera, en la región septentrional, hacia los años 80 del siglo XX las temperaturas medias veraniegas rondaban los 0 °C en enero, y las invernales promediaban los -59 °C, existiendo en las costas septentrionales de la península Antártica y, especialmente en las costas de los archipiélagos, un bioma semejante al de la tundra.
Las diferencias térmicas y los vientos pueden hacer que las precipitaciones nivales "blandas" se congelen y literalmente rueden, enroscándose, sobre las superficies sólidas ya antes congeladas produciendo el fenómeno llamado rollos de nieve. La región meridional, especialmente la zona de la meseta polar, se caracteriza por la extremada sequedad atmosférica y las consecuentes escasísimas precipitaciones (todo esto, se entiende, debido a que el agua se encuentra casi de continuo bajo el punto de congelación).
Desde finales del siglo XX no se evidencia elevación alguna de las temperaturas en la zona. Pese a la gelidez, la radiación solar en las frecuencias del ultravioleta es elevada en gran medida a causa del agujero de ozono en la ionosfera, debido a motivos antrópicos (emisión de freón y gases clorofluorocarbonos en el hemisferio Norte).
Son frecuentes las auroras polares, intensificadas durante los periodos de manchas solares, así como las antelias, parhelios, las ventiscas, los espejismos y los vientos blancos y blizzards, más en el interior y ya sobre el Polo Sur se ubica un constante centro de alta presión atmosférica (ciclón polar) que despide fuertes vientos hacia el norte y noreste (esto es, acorde a la fuerzas de Coriolis) del Hemisferio Sur terrestre; estos vientos alcanzan la velocidad de los 200 km/h y provocan en el transpaís -o interior- tempestades llamadas sordas ya que en tal zona carecen de relámpagos y truenos, en cambio en las zonas costeras más septentrionales son bastante frecuentes las tormentas eléctricas con abundantes exhalaciones y truenos.
Pueden incluirse dentro de las condiciones climáticas otros curiosos fenómenos que se dan en el mar, como las polinias, que consisten en extensas regiones del Océano Glacial Antártico que se mantienen libres de congelación durante casi todo el año, debido a que las aguas cálidas provenientes de latitudes más bajas del Atlántico se hunden en la zona de Convergencia Polar Antártica bajo las aguas frías. Al chocar contra las barreras glaciares, las polinias afloran en determinados sitios, elevando la temperatura ambiente.

## Biología

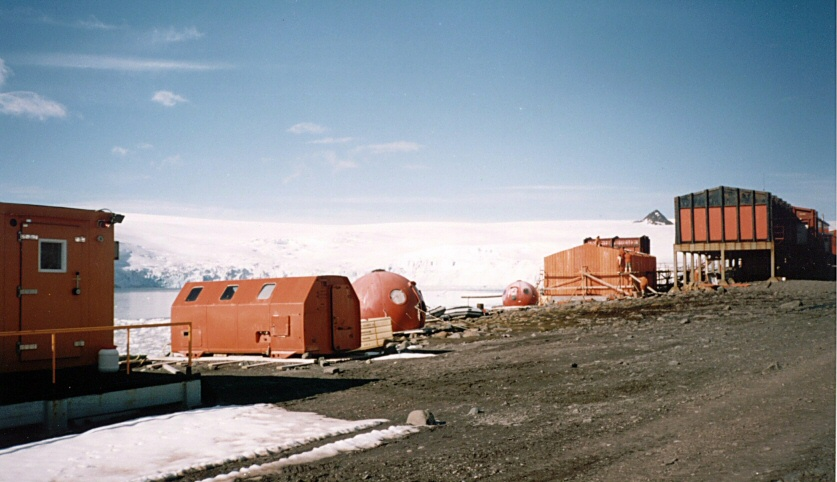
Base Carlini (ex Jubany), en 1997

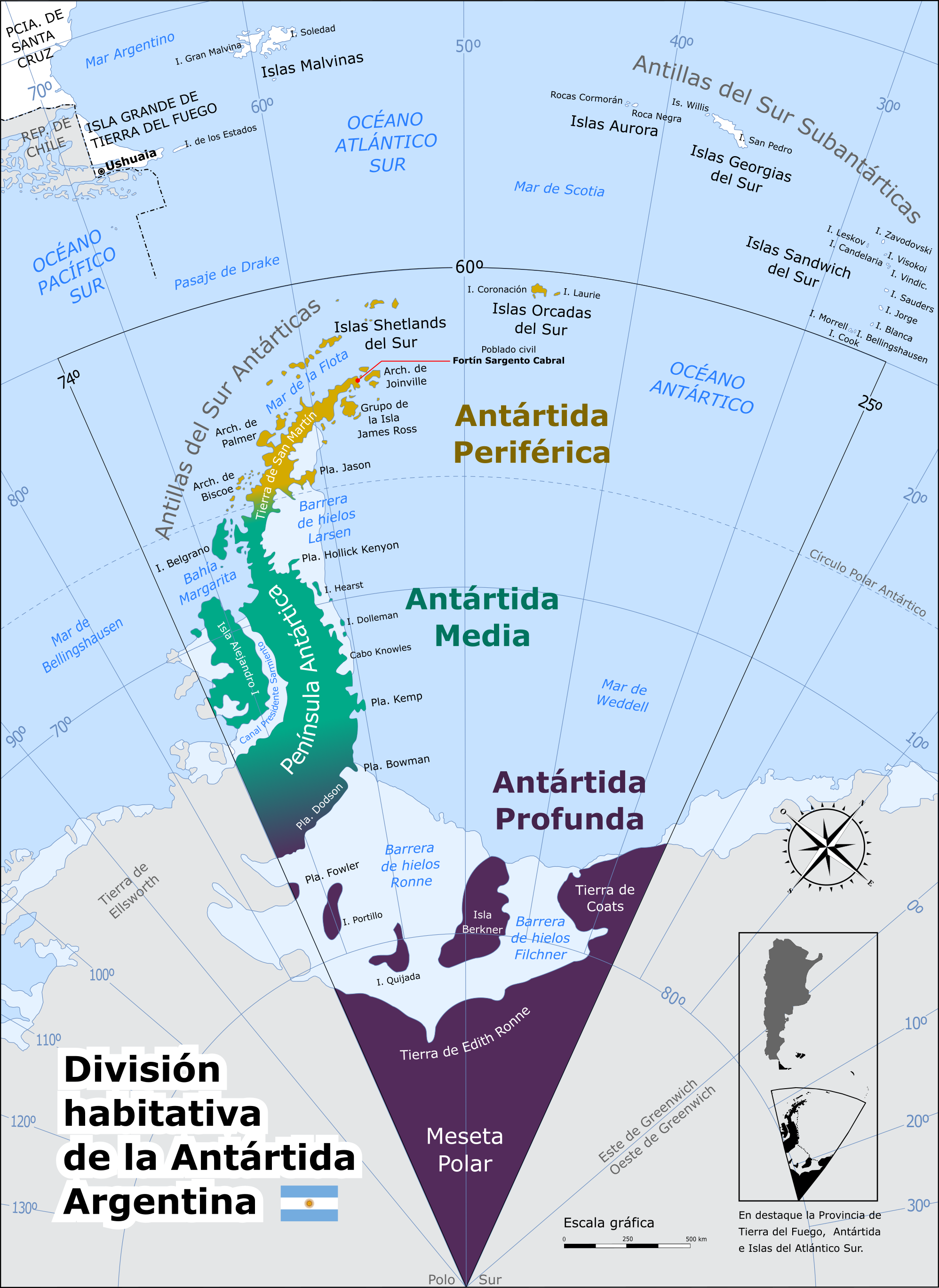
División correspondiente al hábitat natural de la Antártida Argentina, sectores periférico, medio y profundo.

Las aguas que rodean al territorio, al ser frías y sin embargo en la profundidad encontrarse bajo el punto de congelación, son extraordinariamente ricas en fauna: bentos (esponjas antárticas), artrópodos  y crustáceos como el krill rico en un pigmento rojo antioxidante llamado astaxantina, y especialmente anfipodos, moluscos (por ejemplo calamares gigantes), cetáceos, focoenidos, pinípedos; las aguas abisales no congeladas (tener en cuenta que por la salinidad de los mares glaciales antárticos su temperatura de congelación del agua no suele ser el 0 °C sino los -2 °C) poseen una extraordinaria fauna que recién a inicios del siglo XXI ha sido descubierta, por ejemplo peces cuya sangre y demás humores poseen substancias anticongelantes orgánicas.
En las costas y superficie de la banquisa abunda la avifauna, entre la que se destacan los pingüinos.
En el interior o transpaís antártico, debido a las condiciones climáticas imperantes, son frecuentes las formas de vida llamadas extremófilas, prácticamente en el inicio de la red trófica existen —como en todas las redes tróficas conocidas— bacterias aunque en mucha menos cantidad que en otros sectores de la superficie de la Tierra, es notable que en el sector antártico las bacterias presentan las ya indicadas características extremófilas que, por ejemplo, les hacen resistir sin destruirse por la cristalización del agua en su protoplasma las casi constantes temperaturas bajo el 0° centígrado, un ejemplo de este tipo de bacterias antárticas son las del género Deinococcus (capaces de resistir altas dosis de radiaciones ionizantes), y la Bizionia argentinensis cuyo genoma ha sido íntegramente decodificado por científicos argentinos a inicios del año 2008.

### Flora
En las aguas abunda el fitoplancton. La mayor parte del territorio es un desierto helado, si bien puede considerarse también como una gigantesca reserva de agua dulce a escala planetaria. La vegetación macroscópica se presenta en las costas o en algunas zonas de los nunataks. Dado lo extremado del clima, el reino vegetal se ve muy restringido por las condiciones climáticas: algas en las aguas, y las simbiosis de algas y hongos conocidas como líquenes (entre estos se destaca el epilítico Xanthoria elegans). Pese a todo, en las áreas costeras septentrionales de la península Antártica y en las Antillas del Sur se encuentran manchones de dos herbáceas fanerógamas; entre ellas destaca el clavel antártico (Colobanthus quitensis) y "céspedes" de tipo tundra como la gramínea "pasto antártico" (Deschampsia antarctica) con musgos que aparecen en los prolongados veranos. La Deschampsia antarctica se caracteriza por su resistencia a las radiaciones uv y se estudia su uso terapéutico para tratar neoplasias o cánceres de piel.

Las multicolores algas de nieve y las diatomeas son especialmente abundantes en las regiones costeras durante el verano; muchas veces áreas nivales costeras o influidas por el océano se encuentran coloreadas de rojo, verde o amarillo por otra alga, la: Chlamydomonas nivalis llamada «alga de la nieve» . Por otra parte corresponde hacer mención de las «algas terrestres» siendo la más notoria la Prasiola crispa que se encuentra frecuentemente sobre las rocas.

### Fauna

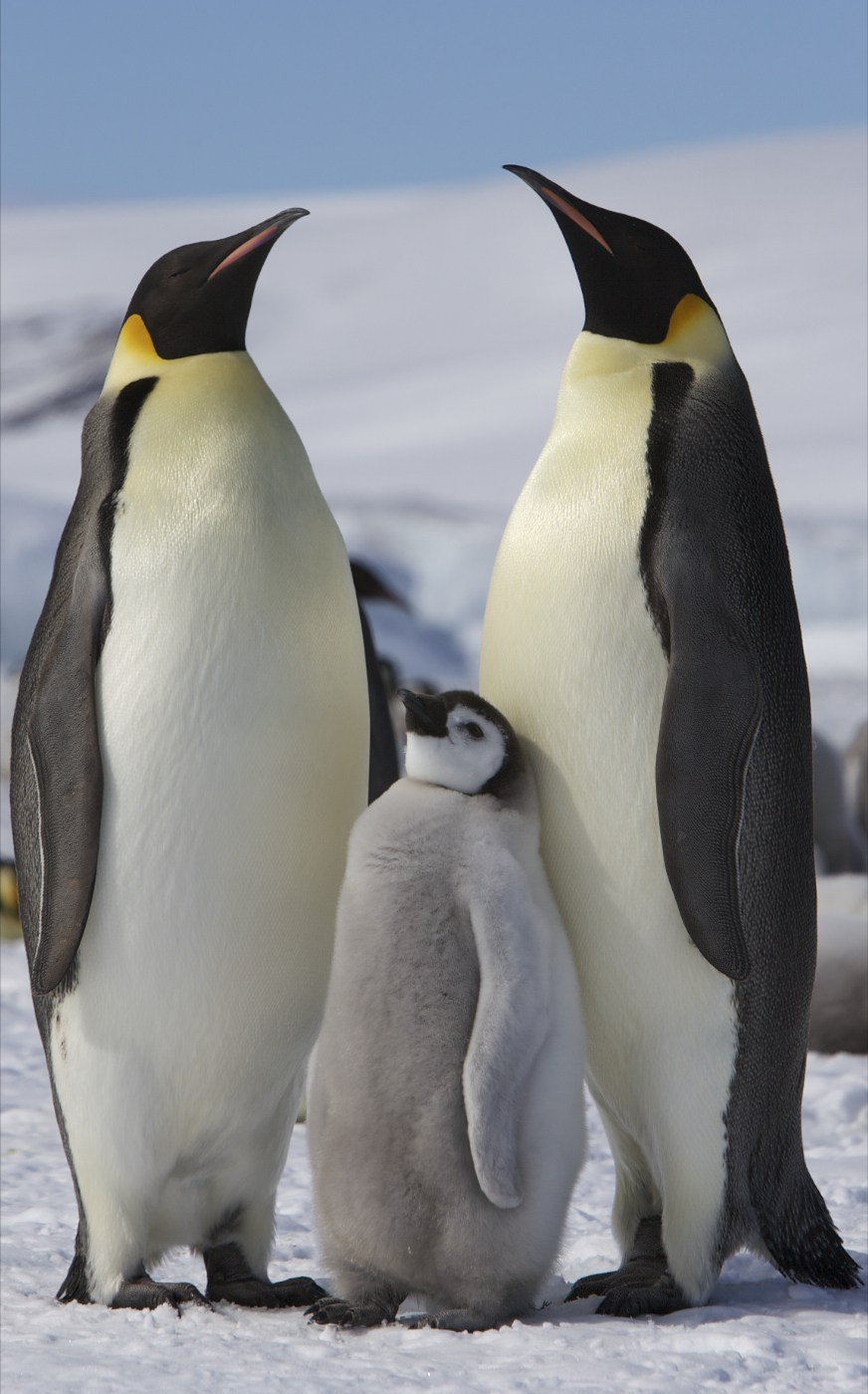
Pingüinos emperadores en la isla Cerro Nevado.

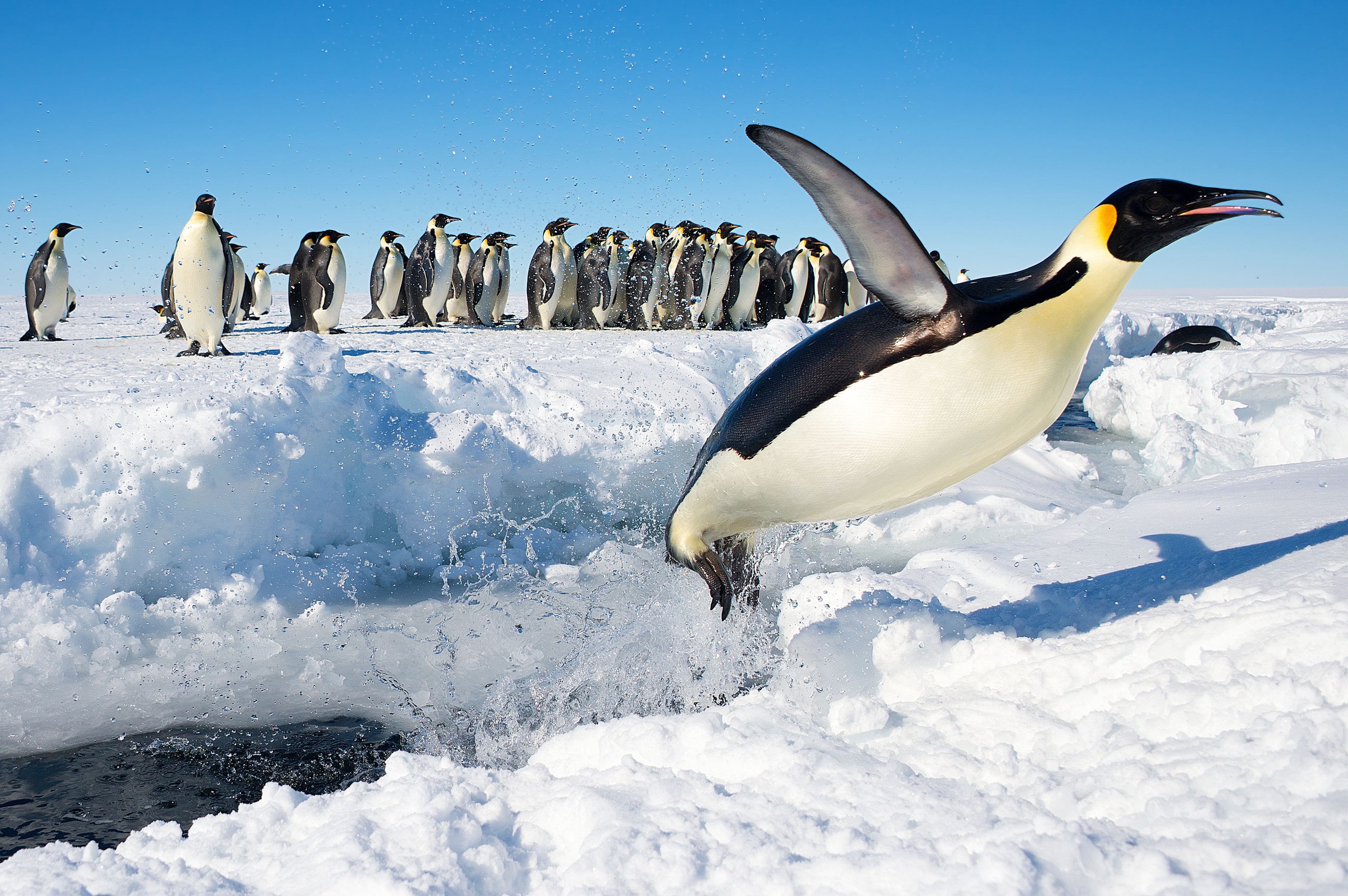
Pingüino emperador saltando del agua en la isla Berkner.

Entre los animales que habitan este territorio y sus aguas destacan:

En las aguas y costas antárticas argentinas:
- Zooplancton, primer eslabón animal de la cadena alimenticia (cadena trófica) de otras varias especies de animales.
- Krill, crustáceo de alto valor proteico.

- Peces, que pueden vivir a temperaturas inferiores al punto de congelación merced a glicoproteínas anticongelantes, son peces pertenecientes principalmente a la familia de los Nototheniidae como:
  - Bacalao Antártico (Dissostichus mawsoni)
  - Trematomus bernacchii
  - Trematomus hansoni.

También poseen estas cualidades anticongelantes los peces zoárcidos que viven a más de 550 metros de profundidad en zonas abisales del mar de Bellingshausen entre los que se destaca el anguiliforme Gosztonyia antarctica.
- Focas y pinnípedos:
  - Foca cangrejera (Lobodon carcinophagus)
  - Foca de Weddell
  - Foca de Ross
  - Leopardo marino (Hydrurga leptonyx)

- Cetáceos:
  - Orca, se alimenta de focas cangrejeras
  - Ballena azul
  - Ballena franca austral
  - Ballena de minke común (Balaenoptera acutorostrata)
  - Ballena jorobada o yubarta (Megaptera novaeangliae)
  - Cachalotes como la especie Physeter catodon
  - Delfín cruzado (Lagenorhynchus cruciger)

- Aves:
  - Albatros errante (Diomedea exulans)
  - Pingüino emperador (Aptenodytes forsteri). En 1997 (y esto ratificado en el 2000)  científicos argentinos descubrieron una subespecie de pingüino emperador cuyos ejemplares llegan a medir 1,70 m de estatura, que habitan en el sur de la isla Cerro Nevado.[44]
  - Pingüino adelia (Pygoscelis adeliae)
  - Pingüino papúa
  - Pingüino barbijo (Pygoscelis antarcticus)
  - Paloma antártica (Chionis alba)
  - Petrel
  - Petrel antártico (Thalassoica antarctica)
  - Petrel gigante (Macronectes giganteus)
  - Petrel blanco
  - Cormorán antártico (Leucocarbo bransfieldensis)
  - Escúa polar (Stercorarius maccormicki)
  - Charrán

En el desierto polar interior (hasta presumiblemente el mismo Polo Sur) el único animal autóctono conocido es un diminuto ácaro llamado Nanorchestes antarcticus.

## Demografía
Población del departamento a lo largo de los años, los datos provienen solamente de las bases argentinas (Orcadas, Marambio, Carlini, Esperanza, San Martín y Belgrano II):
| Censo 1991 | Censo 2001 | Censo 2010 |
| ---------- | ---------- | ---------- |
| 142        | 163        | 230        |

## Bases científicas

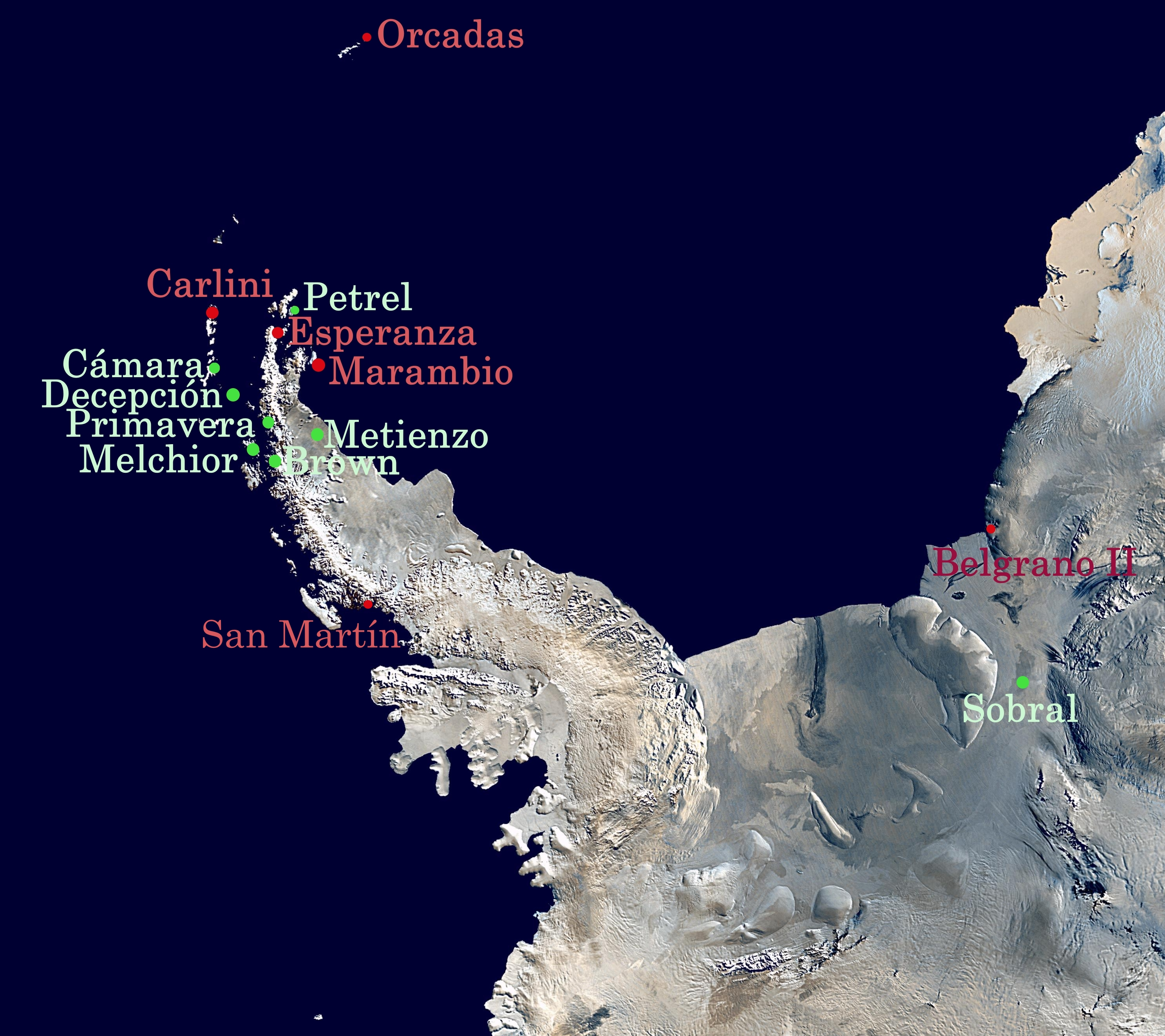
Imagen satelital: bases argentinas en la Antártida (las permanentes en rojo), año 2007, algunas han cambiado el nombre, como la base Jubany (actual Carlini), mientras que otras ya no se utilizan, como la base Sobral.

Según lo establecido por el Tratado Antártico la presencia humana se reduce a las bases científicas (no militares aunque pueden tener personal militar no armado). En ellas se desarrollan tareas de investigación, quedando excluida cualquier otro tipo de actividad, incluso la económica. La Dirección Nacional del Antártico y el Instituto Antártico Argentino dirigen varias bases en la Antártida, 7 de ellas a lo largo de todo el año y otras sólo en época estival.
Argentina cuenta con 7 bases permanentes y 6 bases de verano con un total de 13. Argentina también administra una serie de refugios antárticos.
| Nombre           | País      | Ubicación         | Sector                      | Estado |
| ---------------- | --------- | ----------------- | --------------------------- | ------ |
| Base Carlini     | Argentina | Isla 25 de Mayo   | Islas Shetland del Sur      | P      |
| Base Orcadas     | Argentina | Isla Laurie       | Islas Orcadas del Sur       | P      |
| Base San Martín  | Argentina | Islote San Martín | Bahía Margarita             | P      |
| Base Esperanza   | Argentina | Bahía Esperanza   | Península Antártica         | P      |
| Base Marambio    | Argentina | Isla Marambio     | Grupo de la isla James Ross | P      |
| Base Belgrano II | Argentina | Nunatak Bertrab   | Tierra de Coats             | P      |
| Base Petrel      | Argentina | Isla Dundee       | Archipiélago de Joinville   | P      |
| Base Brown       | Argentina | Bahía Paraíso     | Península Antártica         | V      |
| Base Cámara      | Argentina | Isla Media Luna   | Islas Shetland del Sur      | V      |
| Base Decepción   | Argentina | Isla Decepción    | Islas Shetland del Sur      | V      |
| Base Matienzo    | Argentina | Nunatak Larsen    | Barrera de hielo Larsen     | V      |
| Base Melchior    | Argentina | isla Observatorio | Archipiélago Palmer         | V      |
| Base Primavera   | Argentina | Cabo Primavera    | Península Antártica         | V      |

Notas:
[P]: Permanentes, habitadas todo el año.
[V]: Verano, habitadas solo durante el verano (noviembre a marzo)